# ژاپن
ژاپن (به ژاپنی: 日本، نیپون یا نیهون) کشوری جزیره‌ای در آسیای شرقی است که در شمال غربی اقیانوس آرام قرار دارد. ژاپنی‌ها کشور خود را «نیپون کوکو» می‌نامند که به معنای «خاستگاه خورشید» است. بر اساس مطالعات باستان‌شناسی، پیشینه سکونت انسان در این کشور به دوران پارینه‌سنگی پسین می‌رسد.
ژاپن از شمال با روسیه و از غرب با دریای ژاپن، چین، کرهٔ شمالی و کرهٔ جنوبی مرز آبی دارد. پس از جنگ جهانی دوم، این کشور تمامی متصرفات فراساحلی خود از جمله کره را که در آن زمان ۴.۵ درصد از خاک ژاپن را تشکیل می‌داد، از دست داد. در نتیجه، مساحت کنونی ژاپن به ۳۷۸ هزار کیلومتر مربع کاهش یافت که تقریباً معادل ایالت مونتانا در شمال غرب آمریکاست.
ژاپن سرزمینی کوهستانی است که بیشتر جزایر آن آتشفشانی و بسیار زلزله‌خیز هستند. آمار نشان می‌دهد سالانه حدود ۱۵۰۰ زمین‌لرزه در این کشور رخ می‌دهد.
ژاپن کشوری با حکومت پادشاهی مشروطه است که بر پایهٔ قانون اساسی اداره می‌شود.جمعیت این کشور در سال ۲۰۲۳ میلادی حدود ۱۲۴ میلیون و ۵۰۰ هزار نفر بود و یازدهمین کشور پرجمعیت جهان به شمار می‌رود. توکیو، پایتخت ژاپن، با بیش از ۳۸ میلیون نفر جمعیت، یکی از بزرگ‌ترین و گران‌ترین پایتخت‌های جهان است.با این حال، جمعیت ژاپن سالانه کاهش می‌یابد، چرا که نرخ رشد آن منفی است.
ژاپن یکی از قدرت‌های اصلی اقتصادی جهان و دارای چهارمین اقتصاد بزرگ از نظر تولید ناخالص داخلی است.این کشور پنجمین بودجهٔ دفاعی جهان را دارد (۶۰ میلیارد دلار در سال ۲۰۱۱)، چهارمین صادرکنندهٔ بزرگ است (۷۶۷ میلیارد دلار در سال ۲۰۱۰) و ششمین واردکنندهٔ عمده محسوب می‌شود (۶۳۹ میلیارد دلار در سال ۲۰۱۰).
در جنگ جهانی اول، ژاپن در کنار متفقین می‌جنگید، اما در جنگ جهانی دوم به آن‌ها اعلان جنگ داد. پایان جنگ برای ژاپن بسیار تلخ بود. پس از سال‌ها نبرد در اقیانوس آرام، این کشور پس از بمباران اتمی هیروشیما و ناگاساکی، بدون قید و شرط تسلیم شد. ویرانی‌های ناشی از این جنگ چنان گسترده بود که بسیاری از تحلیلگران برای توصیف آن از عبارت «کاملاً ویران‌شده» استفاده کرده‌اند.
پس از اشغال توسط آمریکا، ژاپن با اجرای برنامه‌های پیگیر صنعتی، رشد اقتصادی چشمگیری را تجربه کرد و به یکی از بزرگ‌ترین اقتصادهای جهان و دومین قدرت صنعتی تبدیل شد. امروزه، این کشور از مهم‌ترین متحدان و شرکای تجاری آمریکا در آسیا محسوب می‌شود.
ژاپن عضو سازمان ملل متحد، گروه هفت و سازمان همکاری‌های اقتصادی آسیا-اقیانوسیه است.

## نام‌شناسی
ژاپنی‌ها به کشور خود نیهون (به ژاپنی: Nihon / Nippon، 日本) می‌گویند. نیهون از دو واژهٔ نیچی (که به‌صورت هی نیز تلفظ می‌شود) و هُن تشکیل شده است. نیچی یا هی به‌معنای خورشید و روز است و هُن یعنی ریشه و آغاز. از آنجا که ژاپن در شرقی‌ترین نقطهٔ قارهٔ کهن و کشور چین قرار داشته، تصور می‌شده که اولین سرزمینی است که خورشید در آن طلوع می‌کند. بر این اساس با نام سرزمین آفتاب تابان مشهور شده است. در زبان ژاپنی این نام نیپّون (به ژاپنی: 日本国) نیز تلفظ می‌شود.
نام ژاپن در زبان فارسی برگرفته از نام این کشور در زبان فرانسوی (به فرانسوی: Japon) است.

## جغرافیا
کشور ژاپن در شرق آسیا قرار دارد و با دریایی به همین نام (دریای ژاپن) از ساحل شرقی قارهٔ آسیا جدا شده است. روسیه، چین و شبه‌جزیرهٔ کره نزدیک‌ترین کشورها به ژاپن هستند. مجمع‌الجزایر ژاپن از چیزی بیش از ۶۸۰۰ جزیره تشکیل شده است. بیشتر این جزایر بسیار کوچکند و تنها ۳۴۰ جزیره بیش از یک کیلومتر مربع وسعت دارند. ۹۸٪ مساحت ژاپن از چهار جزیره به نام‌های هوکایدو، هونشو، شیکوکو و کیوشو تشکیل شده است. یوکوهاما و کوبه از مهم‌ترین بندرهای ژاپن هستند.
از نظر زمین‌شناسی مجمع‌الجزایر ژاپن حاصل برخورد تدریجی صفحات تشکیل‌دهندهٔ پوستهٔ زمین، فعالیت‌های آتشفشانی و تغییرات حاصل از خطوط ساحلی اقیانوسی است. ۶۸٪ مساحت کشور ژاپن کوهستانی است. کوههای ژاپن از زیباترین جاذبه‌های طبیعی آن به‌شمار می‌روند. بلندترین قلهٔ کوهستانی ژاپن «فوجی» نام دارد که ارتفاع آن به ۳۷۷۶ متر می‌رسد. یک دهم کل آتشفشان‌های جهان در ژاپن قرار دارند و به همین دلیل از زلزله‌خیزترین مناطق جهان به‌شمار می‌آید. این کشور به‌دلیل موقعیت جغرافیایی خاص خود دارای ۱۰ رودخانهٔ بزرگ و ۱۲ دریاچه است. کشور ژاپن به‌لحاظ منابع طبیعی، مواد معدنی و ثروت‌های زمینی و زیرزمینی از فقیرترین کشورهای جهان به‌شمار می‌آید.

### وسعت ژاپن
کشور ژاپن به‌نسبت وسعتش از تراکم جمعیت بسیار بالایی برخوردار است، مساحت آن برابر است با ۰/۳ درصد کل مساحت دنیا که به‌صورت مجموعه‌ای از جزایر در جهت شمال شرقی ـ جنوب غربی بین ۳۵ تا۴۵ درجه عرض شمالی گسترده شده و به شکل یک کمان در میان اقیانوس آرام و دریای ژاپن محصور مانده است.
وسعت ژاپن تقریباً به‌اندازهٔ مساحت فنلاند (۳۳۸۰۰۰ کیلومتر مربع) یا پاراگوئه (۴۰۶۰۰۰ کیلومتر مربع) است. در مقام مقایسه به‌طور تقریبی کشور ژاپن یک بیست و نهم آمریکا، یک نهم هندوستان، یک و نیم برابر بریتانیا و چیزی کمتر از یک چهارم ایران است.

### آب‌وهوا

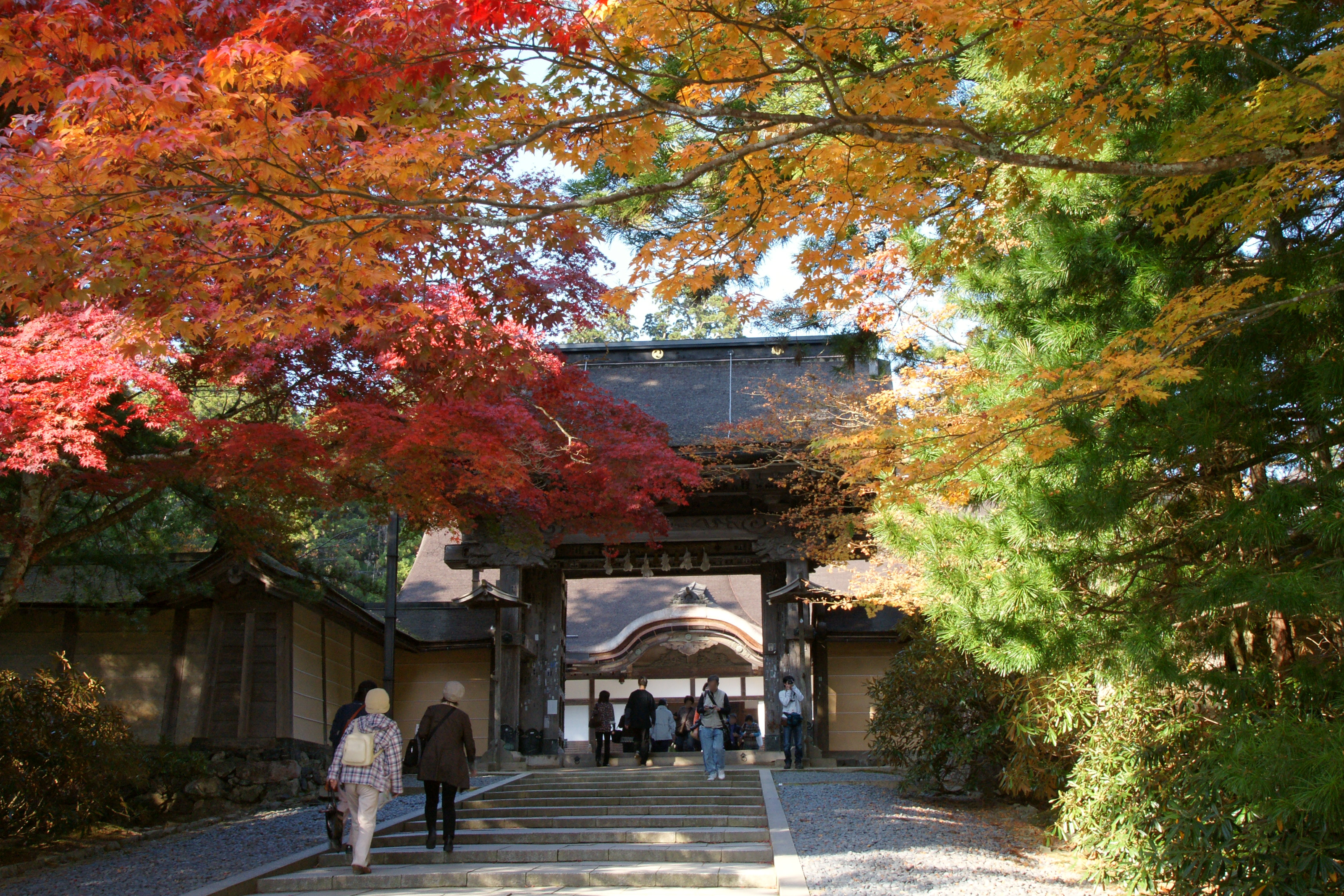
برگ‌های پاییزی(momiji) در کونگوبوجی، کوهستان کوبه ثبت‌شده در میراث جهانی یونسکو

ژاپن مجموعه جزایری است که با طول زیاد از شمال به جنوب کشیده شده است؛ به همین خاطر آب‌وهوای مناطق گوناگون آن به‌شدت با یکدیگر مغایرت دارند و نیز دارای چهار فصل در سال است.
مجمع‌الجزایر ژاپن بر روی محور تقریبی شمال ـ جنوب تا ۳۰۰۰ کیلومتر امتداد یافته است و به‌دلیل گستردگی طولی بسیار زیاد از تنوع آب‌وهوایی بسیار زیادی نیز برخوردار است. با وجود اینکه تمامی کشور معتدل است، شمال آن زمستانهای سرد و طولانی و پربرف دارد، در حالی که جنوب آن تابستانهای بسیار گرم و زمستان‌های معتدلی دارد. میزان بارندگی در ژاپن به‌طور متوسط سالیانه ۱۸۰۰ میلی‌متر می‌باشد. ژاپن کاملاً در آب محصور شده است: وجود اقیانوس سبب شده است که در رژیم غذایی و اقتصاد مردم ژاپن ماهی نقش مهمی داشته باشد (بیشترین سرانهٔ مصرف ماهی در جهان). ازاین‌رو، ژاپن دارای مقام اول دنیا در زمینهٔ شیلات است. بااین‌حال، به‌دلیل اینکه محصولات دریایی مهم‌ترین مادهٔ غذایی مردم ژاپن را تشکیل می‌دهد، از این لحاظ نیز کشور با کمبود و مشکل روبه‌رو است. به‌طوری‌که اکنون شیلات و مواد غذایی بعد از نفت خام دومین اقلام وارداتی ژاپن را تشکیل می‌دهند. رشته‌کوه‌های آتشفشانی ژاپن اغلب دارای چشمه‌های آب گرم طبیعی هستند. این کشور در تابستان و پاییز اغلب شاهد گردبادهای عظیم و توفانهای شدید گرمسیری است. به‌دلیل مجاورت با اقیانوس زلزله‌های شدید زیرآبی می‌توانند در آنجا امواج عظیم و جذر و مدی ویرانگر به نام سونامی ایجاد کنند.

### پوشش گیاهی و جانوری
در ژاپن بین ۴۰۰۰ تا ۶۰۰۰ گونهٔ گیاهی وجود دارد. در فرهنگ ژاپنی برخی گیاهان دارای معانی نمادینی هستند؛ مثلاً شکوفه‌های گیلاس یا «ساکورا» نمایانگر زیبایی کوتاه‌مدت و درخت کاج یا ماتسو نماد عمر طولانی است. در غذاهای ژاپنی نه تنها از میوه‌ها و حبوبات، بلکه حتی از برخی از گلها و برگها نیز استفاده می‌شود. تأثیر زیبایی گیاهان در هنر گل‌آرایی به سبک ژاپنی که ایکبانا نامیده می‌شود و نیز در نقاشی، بافندگی، سفالگری و ظروف و وسایلی که با لاک مخصوص رنگ‌آمیزی می‌شوند دیده می‌شود. ژاپنی‌ها از گیاهان در داروسازی، رنگرزی منسوجات، ساخت کاغذ و ابزار نیز استفاده می‌کنند.
ژاپن دارای حیات وحشی بسیار منحصربه‌فرد است و برخی از گونه‌های دارکوب، قرقاول، سنجاقک، خرچنگ، کوسه ماهی، حلزون، سمندر و پستانداران دریایی ژاپن در هیچ جای دیگری یافت نمی‌شوند. با وجود این همه تنوع و گوناگونی، تنها ۱۱۸ نوع پستاندار وحشی زمینی در ژاپن زندگی می‌کنند که بیشتر آن‌ها جوندگان کوچکند. حیواناتی مثل خرس، گوزن، گراز، سنجاب‌های پرنده، خفاش، میمون و نوعی راکون به نام سگ راکون از جمله گونه‌های حیات وحش ژاپن هستند.

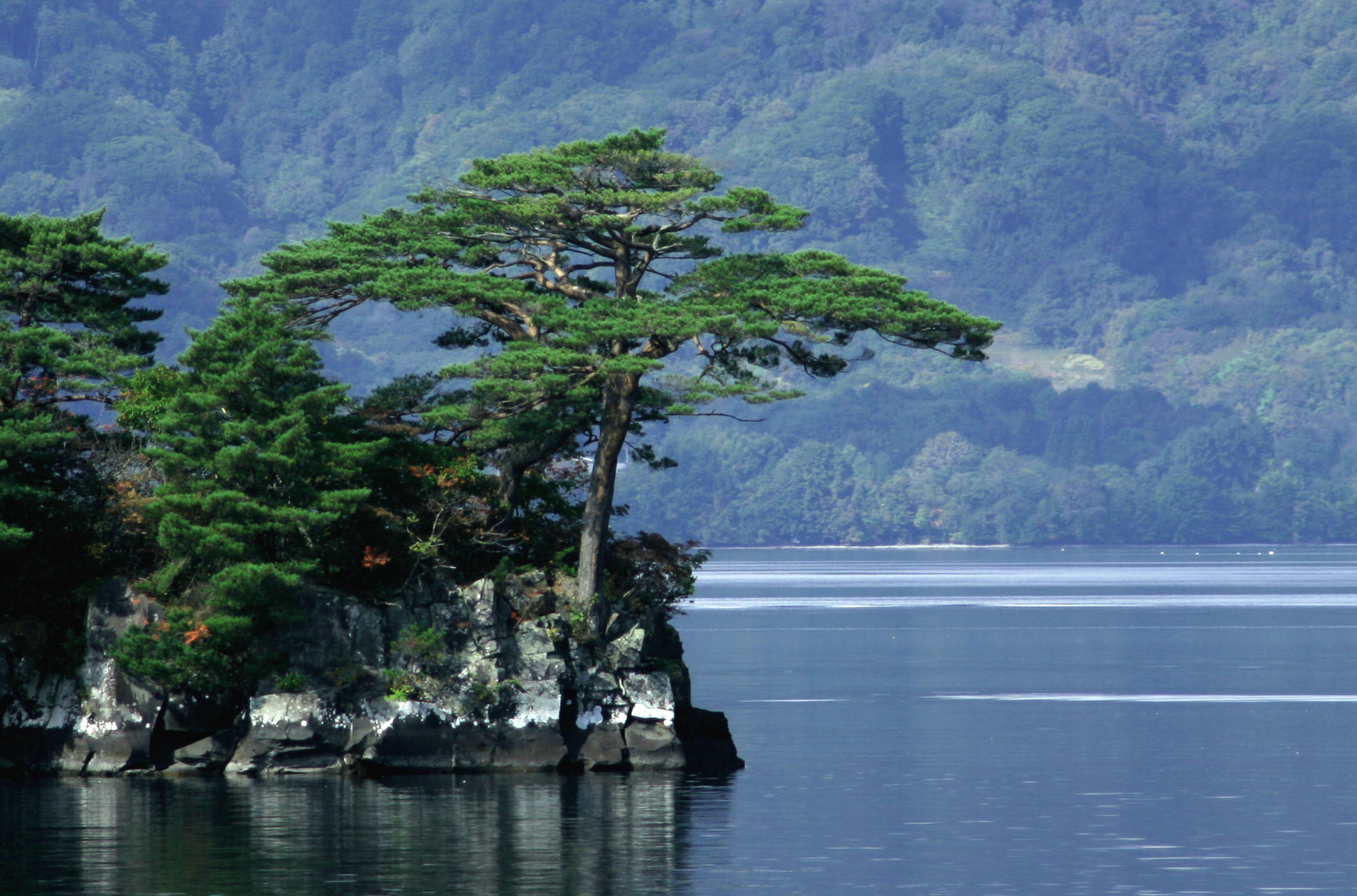
کاج قرمز ژاپنی (Japanische Rotkiefer)، فراوان‌ترین گونهٔ گیاهی در ژاپن
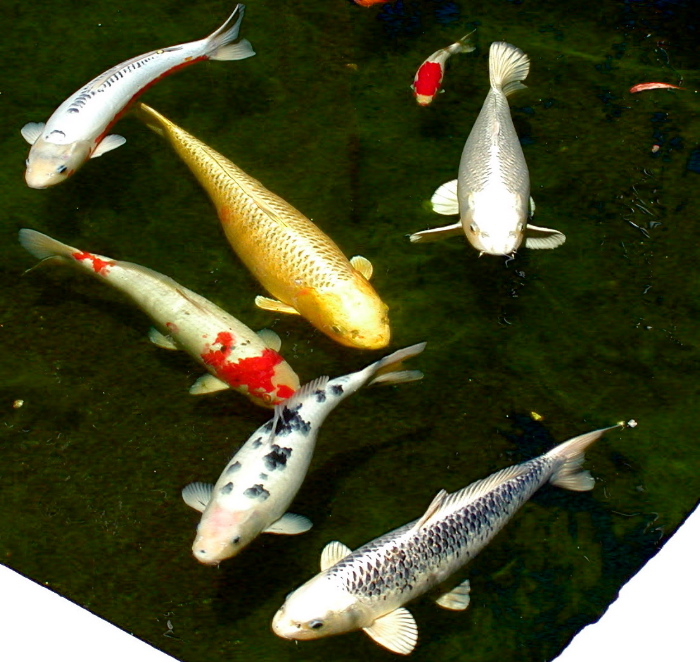
کپور گلگون (Koi)، معروف به کپور ژاپنی که مردم ژاپن آن را نماد عشق و دوستی می‌دانند
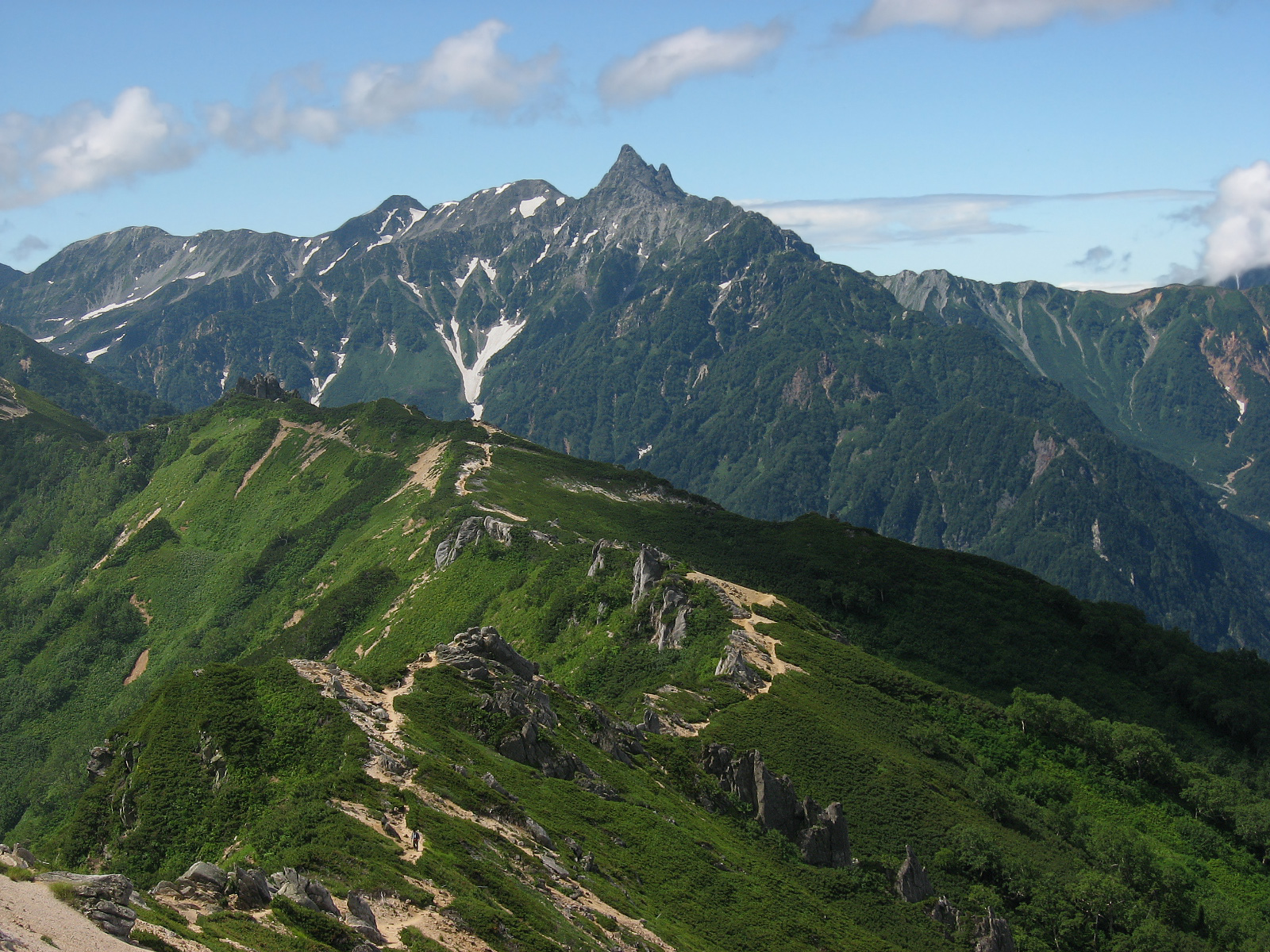
از کل مساحت ژاپن ۶۸٪ آن را کوهساران جنگلی تشکیل داده
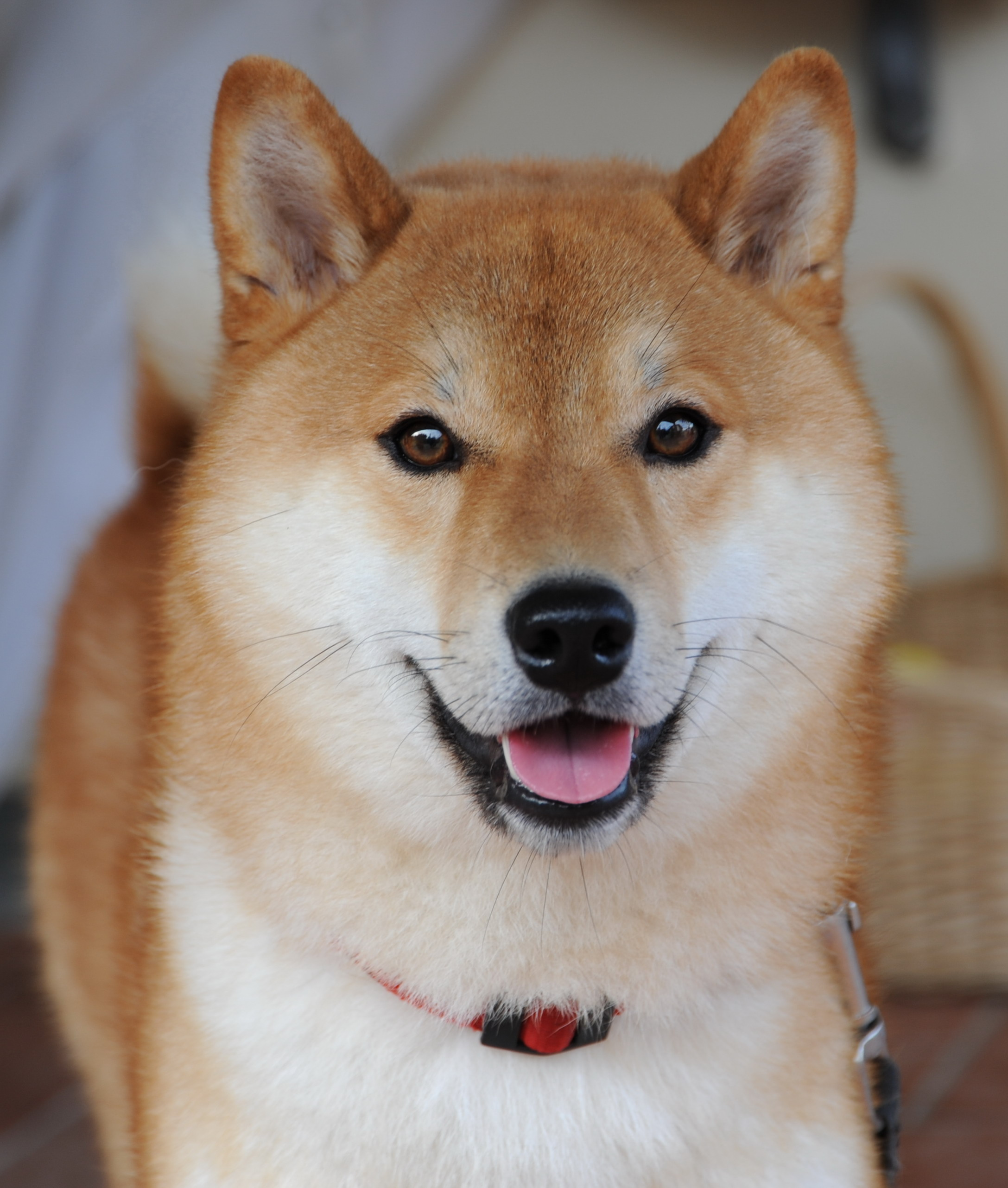
نوعی سگ با نژاد Shiba-Inu، از محبوب‌ترین نژاد سگ در ژاپن

### جغرافیای انسانی

نقشه تراکم جمعیت در ژاپن

جمعیت ژاپن بر اساس برآورد انجام شده توسط ادارهٔ آمار این کشور در سال ۲۰۱۹ در حدود ۱۲۶٬۸۵۴٬۷۴۵ نفر تخمین زده شده است، که ۱/۸۳٪ از جمعیت جهان را شامل می‌شود. از نظر نسبت جمعیتی از این رقم حدود ۶۲ میلیون نفر آنان را مردان و حدود ۶۵/۵ میلیون نفر از آنان را زنان تشکیل داده‌اند. تراکم جمعیت در این کشور ۳۴۲ نفر و شاخص امید به زندگی در مردان ۷۲/۶۴ و در زنان ۸۶/۳۹ می‌باشد. میزان مرگ و میر در اطفال ۳/۷ در هر هزار تولد می‌باشد. نرخ رشد جمعیت در کشور ژاپن در حدود ۰/۰۳− درصد بوده است.
براساس آمار ترکیب نژادی مردم ژاپن بدین شرح است:
- ۹۸/۵ درصد ژاپنی‌ها
- ۰/۵ درصد کره‌ای‌ها
- ۰/۴ درصد چینی‌ها
- ۰/۶ از بقیهٔ ملل

بر اساس آخرین سرشماریها ۲۳٪ جمعیت ژاپن را افراد ۶۵ سال و بالاتر تشکیل می‌دهند که این امر موجب شده ژاپن پیرترین ساختار جمعیتی جهان را داشته باشد.

### زبان
زبان مردم ژاپن «ژاپنی» است. این زبان اگرچه بسیاری لغات را از زبان چینی گرفته است، ولی با این وجود با زبان چینی هم‌ریشه نبوده و کاملاً متفاوت هستند. زبان ژاپنی، زبانی از شاخهٔ ژاپنیک است و تنها زبان کره‌ای را می‌توان به آن نزدیک دانست.

### تقسیمات کشوری
ژاپن به ۸ ناحیه و ۴۷ استان تقسیم شده است.

### شهرهای بزرگ ژاپن
فهرستی از بیست شهر بزرگ ژاپن:
| ۱  | توکیو      | توکیو    | ۸٬۹۴۹٬۴۴۷ | ۱۱ | هیروشیما   | هیروشیما | ۱٬۱۷۴٬۲۰۹ |
| ۲  | یوکوهاما   | کاناگاوا | ۳٬۶۸۹٬۶۰۳ | ۱۲ | سندای      | میاگی    | ۱٬۰۴۵٬۹۰۳ |
| ۳  | اوساکا     | اوساکا   | ۲٬۶۶۶٬۳۷۱ | ۱۳ | کیتاکیوشو  | فوکوئوکا | ۹۷۷٬۲۸۸   |
| ۴  | ناگویا     | آیچی     | ۲٬۲۶۳٬۹۰۷ | ۱۴ | چیبا       | چیبا     | ۹۶۲٬۱۳۰   |
| ۵  | ساپورو     | هوکایدو  | ۱٬۹۱۴٬۴۳۴ | ۱۵ | ساکایی     | اوساکا   | ۸۴۲٬۱۳۴   |
| ۶  | کوبه (شهر) | هیوگو    | ۱٬۵۴۴٬۸۷۳ | ۱۶ | نیگاتا     | نیگاتا   | ۸۱۲٬۱۹۲   |
| ۷  | کیوتو      | کیوتو    | ۱٬۴۷۴٬۴۷۳ | ۱۷ | هاماماتسو  | شیزوئوکا | ۸۰۰٬۹۱۲   |
| ۸  | فوکوئوکا   | فوکوئوکا | ۱٬۴۶۳٬۸۲۶ | ۱۸ | کوماموتو   | کوماموتو | ۷۳۴٬۲۹۴   |
| ۹  | کاواساکی   | کاناگاوا | ۱٬۴۲۵٬۶۷۸ | ۱۹ | ساگامیهارا | کاناگاوا | ۷۱۷٬۵۶۱   |
| ۱۰ | سایتاما    | سایتاما  | ۱٬۲۲۲٬۹۱۰ | ۲۰ | شیزوئوکا   | شیزوئوکا | ۷۱۶٬۳۲۸   |

## تاریخ
مجمع‌الجزایر ژاپن با اینکه از نظر وسعت کشور کوچکی است، اما از موقعیت استراتژیک و مهمی برخوردار است، مجاورت آن با روسیه، از مهم‌ترین عناصر جغرافیایی–سیاسی ژاپن به‌ویژه پس از جنگ دوم جهانی است. از سوی دیگر این کشور بر سر راه کوتاه‌ترین و مهم‌ترین خطوط مواصلاتی بین آمریکای شمالی و خاور آسیا در اقیانوس آرام قرار گرفته است و کشتی‌هایی که از سواحل غربی ایالات متحده به مقصد چین، هنگ کنگ، و کشورهای جنوب شرقی آسیا حرکت می‌کنند، معمولاً در بندرهای آن پهلو می‌گیرند. از این رو، ژاپن حائلی است بین اقیانوس آرام و کشورهای روسیه و چین. گرچه گفته می‌شود که نخستین انسان‌ها بیش از ده هزار سال پیش در شبه‌جزیرهٔ ژاپن سکونت داشته‌اند، اما خاستگاه راستین مردمان امروز ژاپن هنوز ناشناخته است. آغاز تاریخ ژاپن، با مردمانی از نژاد آینو و مغول به سده‌های پیش از میلاد مسیح بازمی‌گردد و از آن زمان تاکنون تنها یک سلسله امپراتوری بر این سرزمین فرمانروایی کرده است. به‌طور کلی می‌توان تاریخ ژاپن را به چهار دوره بخش کرد:

### دوران کهن

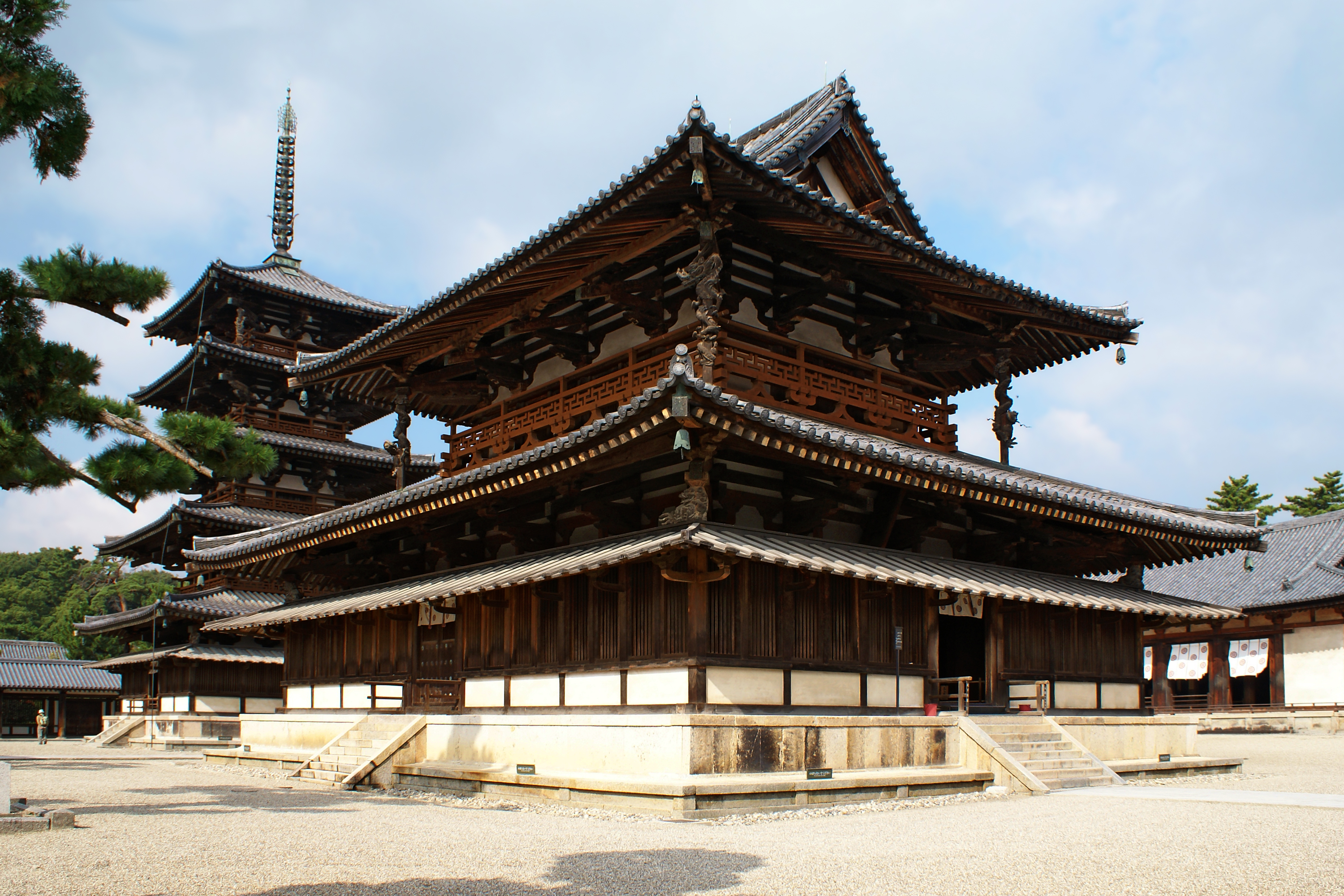
پرستشگاه هوریو-جی، از کهن‌ترین بناهای چوبی جهان، میراث جهانی یونسکو

کشت برنج و استفاده از ابزار فلزی حداقل از سیصد سال پیش از میلاد مسیح در ژاپن آغاز شد. سیستم فرمانروایی متمرکز بر امپراتور، بین قرن‌های چهارم و هفتم با پایتختی که در استان امروزی نارا قرار داشته، گسترش یافت: آغاز بهار سال ۶۶۰ پیش از میلاد، هم‌زمان بود با مراسم تاج‌گذاری امپراتور جیمو تنو در یاماتو (استان کنونی نارا). او نخستین امپراتور ژاپن بود، دیرینه‌شناسان آن را آغاز امپراتوری ژاپن می‌دانند. در این دوره آیین بودایی در این سرزمین رخنه کرد و با شتاب انتشار یافت. اصلی‌ترین عامل پیشرفت آن تبلیغات غیرآزارنده و مسالمت‌آمیز، پرهیزکاری و پیروی و انقیاد نسبت به حکومت بود. هم‌زمان با به پادشاهی رسیدن امپراتریس سویکو، نایب‌السلطنه او موسوم به شاهزاده شوتوکو تایشی (۶۲۱–۵۹۲ م) زمامدار راستین ژاپن بود، کوشش بسیاری در ترویج آیین بودا انجام داد و به‌دستور وی معابد بسیاری در سرتاسر ژاپن ساخته شد. کوشش او در این زمینه به اندازه ایی بود که به او لقب «آشوکای ژاپن» دادند.
در سال ۶۴۵ میلادی شورش بزرگی در ژاپن رخ داد که در تاریخ این کشور با نام اصلاحات تایکا از آن یاد می‌شود، دو تن از شورشیان به نام فوجیوارا نو کاماتاری و شاهزاده ناکانواوئه قدرت را قبضه کردند و سرانجام شاهزاده ناکانواوئه تحت عنوان امپراتور تنجی به پادشاهی رسید و عامل ایجاد هم‌بستگی در سراسر کشور گردید. وی برخلاف گذشته که امپراتور فقط ریاست قبایل را بر عهده داشت، حکومت را مرکزیت قدرت کشور گردانید و این قدرت تمامیت‌خواهی را در سراسر امپراتوری برقرار کرد. به فرمان وی فرمانروایان ایالات و ولایات موظف به پرداخت خراج سالانه شدند.

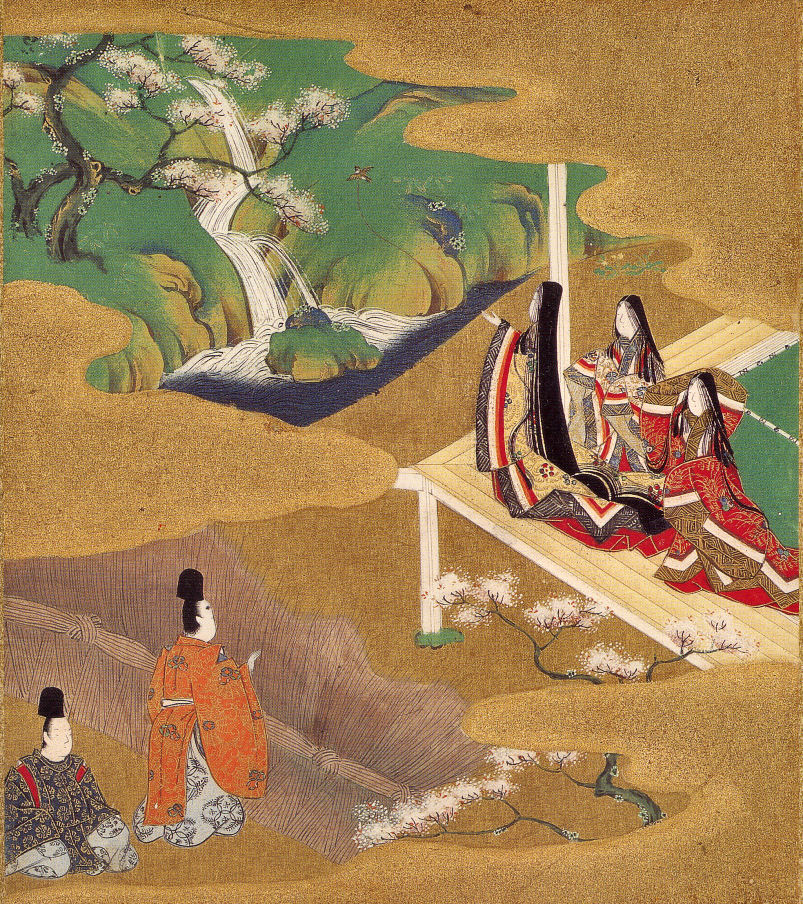
افسانهٔ گنجی، که گفته می‌شود کهن‌ترین رمان جهان است _ نگارهٔ برجای‌مانده از آن وابسته به سدهٔ ۱۷

### دوران امپراتوری (بزرگ سالاری)
فرهنگ بودایی با رخنه قوی چین در سده هشتم رشد و شکوفایی یافت. سپس پایتخت به شهر کنونی کیوتو یعنی جایی که قواعد بزرگ سالاری در زمانی دراز در آن ادامه داشت جابه‌جایی یافت. افسانه گنجی (The Tale of Genji)، که گفته می‌شود کهن‌ترین رمان جهان است در این محدوده زمانی نگاشته شده است: سلطان تنجی را باید بنیان‌گذار این دوره ژاپن دانست. وی امپراتوری بسیار نیرومند بود، شهر کیوتو پایتخت ژاپن، در دوره امپراتوری او به بزرگی و شکوه رسید. همچنین برخی از پادشاهان این دوره به‌علت گرایش به آئین بودا و تعصب در این دین دست از زندگی مجلل و اشرافی خود برداشتند.
در این دوره هم‌زمان با قدرت گرفتن کشور چین، فرهنگ و هنر این کشور رخنه بسیاری در ژاپن پیدا کرد. ژاپن در این دوره با شتاب رو به پیشرفت نهاد. تمول بسیار موجب فساد و هرج و مرج گردید. نابرابری، دزدی و راهزنی افزایش یافت. خاندان‌های بزرگ نیز، امپراتوری را آلت دست خود کردند و آشکارا قدرت از امپراتور خلع گردید. به این ترتیب حکومت امپراتوری جای خود را به «حکومت شوگونی» داد.

### دوران شوگون‌ها

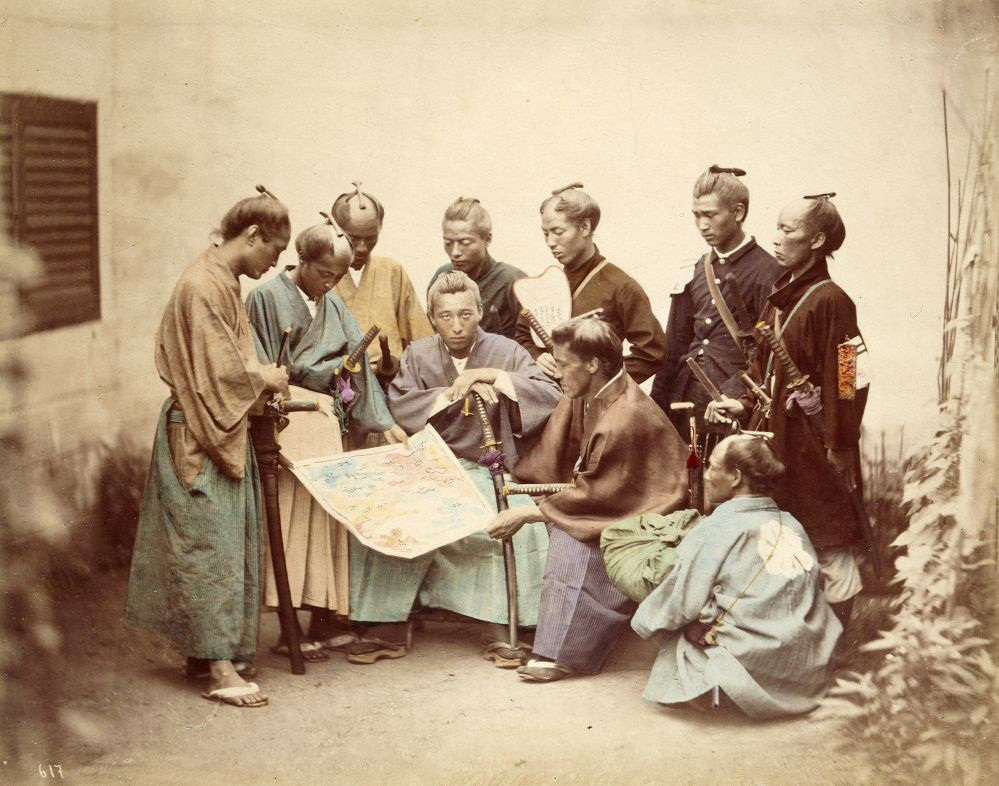
جنگجویان سامورایی، در جریان جنگ قدرت میان نیروهای شوگون‌سالاری توکوگاوا و سربازان گارد امپراتوری، معروف به (جنگ داخلی بوشین)، سال ۱۸۶۷م

طبقه جنگجویان (سامورایی‌ها) به تدریج نیرومند شد و حدوداً در پایان سده دوازدهم به قدرت رسید. سده دوازدهم هم‌زمان بود با آغاز دوره ملوک الطوایفی در ژاپن. هم‌زمان امپراتوری رو به افول نهاد و شوگون‌ها (لقب موروثی دیکتاتورهای نظامی ژاپن که از ۱۱۹۲ تا ۱۸۶۷م به رغم وجود امپراتور عملاً بر آن کشور حکومت می‌کردند) که به معنی سردار یا سرداران است تا نیمه نخست سده نوزدهم فرمانروایی مستبدانه خود را بر ژاپن ادامه دادند. نخستین شُوگون میناموتو نو یوریتومو بود. پس از وی خاندان هوجو قدرت را در دست گرفتند. خاندان هوجو در ستیز بر سر قدرت، فرمانروایی را به خاندان آشیکاگا واگذار کرد. در سال ۱۵۷۳م سه تن خاندان آشیکاگا و شوگون‌سالاری آشیکاگا را برانداختند. نام یکی از سه تن که موفق شد فرمانروایی شوگونی را تشکیل دهد، توکوگاوا ایه‌یاسو بود.
شوگون‌سالاری توکوگاوا با پایتخت خود در ادو (توکیوی کنونی) در آغاز سده هفدهم بنیاد نهاده شد. دوره ادو شاهد رشد قابل توجهی اقتصادی، مانند اوج‌گیری کشاورزی. گسترش شبکه‌های تجارت داخلی در امتداد جاده‌ها، رودخانه‌ها، و دریاها؛ رشد اصناف تجاری و شبکه‌های تولید محصولات پیشاصنعتی؛ و پیدایش سیستم کارگزاران برنج که در جهان از نخستین بازارهای داد و ستدی نسل آتی بود. فرمانروایی ادو سیاست انزوای ملی را به منظور محدودیت پیوند با کشورهای خارجی اختیار نمود. فرمانروایی نیرومند آنان تا سال ۱۸۶۸ ادامه داشت. در سال ۱۵۴۲ پرتغالی‌ها به ژاپن رسیدند و پیوندهای بازرگانی را با این کشور آغاز کردند. نیم سده بعد هلندی‌ها و انگلیس‌ها نیز راه بازرگانی را با ژاپن گشودند و آیین مسیحی در ژاپن اشاعه پیدا کرد. در این دوره ژاپن گرفتار جریان‌های داخلی و رویارویی با شورش‌های دهقانی و ناآرامی‌های ناشی از آن در منطقه ناگاساکی بود که بیشتر این شورشیان را پیروان مسیحیت در بر می‌گرفت. خاندان توکوگاوا که گمان می‌برد بازرگانان و مبلعان خارجی در ناآرامی‌ها تازه دست داشته باشند برای قطع رخنه بیگانگان دست به کشتار مسیحیان ژاپنی و اعدام و اخراج خارجیان زد و دروازه‌های کشور را بروی خارجیان بست و ژاپن به بیش از دو سده انزوای خود خواسته فرورفت.
خاندان توکوگاوا در سده نوزده میلادی نفوذ و قدرت خود را در ژاپن از دست داد. سرانجام دگرگونی‌ها با ورود آمریکایی‌ها به ژاپن روند دیگری پیدا کرد. در سال ۱۸۵۴م دریادار متیو سی. پری با چهار کشتی توپدار به آب‌های ژاپن وارد شد و به فرمانروایی امپراتوری پیغام داد باید بندرهای خود را بگشایند و با آنان پیوندهای سیاسی بر قرار کنند. فرمانروایی شگونی ژاپن که در نیروی دریایی خود توان رویارویی را ندید، سرانجام ناچار به امضای «عهدنامه کاناگاوا» شد (این نخستین پیمان‌نامه ژاپن با یک کشور خارجی بود). ورود خارجی‌ها و انقلاب ۱۸۶۸ (معروف به انقلاب میجی) مردم ژاپن را از خواب گوشه‌گیری بدر آورد. ورود متیو سی. پری («ناخدا پری») به ژاپن در سال ۱۸۵۳ به گونه‌ای مؤثر سیاست درهای بسته را پایان داد.

### دوران مدرن

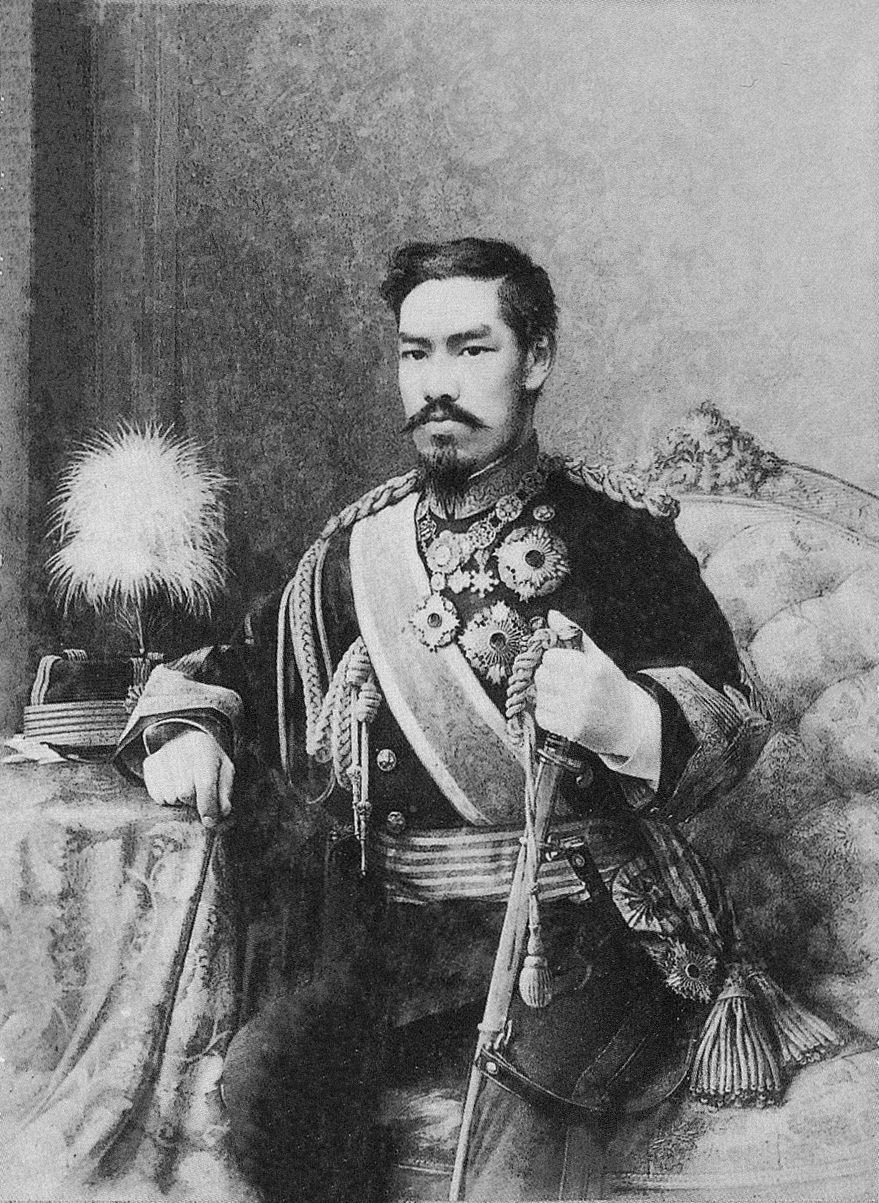
امپراتور میجی (۱۸۶۸–۱۹۱۲)، معروف به امپراتور بزرگ میجی

با کناره‌گیری شوگون از قدرت در سال ۱۸۶۷ (معروف به دوره بازگشت میجی) قدرت دوباره به امپراتور داده شد. با از سرگیری اداره امور حکومتی، دولت نو ذیل «امپراتور میجی» سیاست گذاری‌های غربگرایانه، مانند بنیاد نهادن سامانه کابینه‌ای، تدوین قانون اساسی، اصلاح سامانه حکومت محلی و سامانه آموزشی نوین را گسترش داد. فرهنگ غربی ذیل سیاست بهبود رفاه ملی و قدرت نظامی فعالانه رواج یافت: وی پایتخت را از کیوتو به توکیو (که به معنای پایتخت شرقی است) جابه‌جا کرد. در دوره امپراتوری او (که تا سال ۱۹۱۲ ادامه داشت و دوره میجی خوانده می‌شود)، اصلاحات بسیاری در ساختار اداری، فرمانروایی و نظامی صورت گرفت. چنان‌که در آغاز سده بیستم ژاپن با شتاب صنعتی گردید و در آستانه تبدیل به قدرتی جهانی بود. پس از مرگ امپراتور میجی در ۱۹۱۲، امپراتوری ژاپن به قدرتی چیره‌جو در منطقه تبدیل گشت و پس از ستیز بر سر کره توانست چین را در جنگ نخست چین و ژاپن، شکست دهد(۱۸۹۴ تا ۱۸۹۵) و پورت آرتور و تایوان را به تصرف خود درآورد. از سویی دیگر با پیروزی بر روسیه در زمین و دریا (۱۹۰۴ تا ۱۹۰۵) اروپا را شگفت زده کرد (این شکست موجب انقلاب ۱۹۰۵م روسیه گردید). در ۱۹۱۴، ژاپن تا اندازه‌ای به این دلیل که در مقام قدرت جهانی بزرگی پذیرفته شود ضد آلمان وارد جنگ جهانی اول شد. در این زمان اندیشه‌های عمومی در ژاپن از لحاظ باور سیاسی به دو گروه بخش می‌شد: شماری که آزادیخواه بودند و به هیچ‌وجه میل نداشتند که کشورشان با نیروی نظامی و قوه قهریه به اشغال کشورهای دیگر بپردازد، و دسته دومی که باور داشتند که جزایر ژاپن برای کشور پیشرفته و روبه‌رشد ژاپن بس نیست، بلکه باید با گرفتن سرزمین‌های دیگر بر وسعت ژاپن افزود. با این حال، ژاپن به جز چند جزیره وابسته به آلمان در اقیانوس آرام، چیز زیادی به دست نیاورد و با سرخوردگی دریافت که قدرت‌های بزرگ ظاهراً با این کشور به صورت هم‌تراز رفتار نمی‌کنند. پس از جنگ جهانی یکم و شکست آلمان ژاپنی‌ها برای صنعتی شدن و تبدیل به یک ابرقدرت منطقه‌ای تلاش زیادی داشتند و با گرفتن دانش فنی از آلمان، و دیگر کشورهای اروپایی به سرعت تبدیل به یک قدرت منطقه‌ای از لحاظ اقتصادی، نظامی گردید. بحران اقتصادی و فروپاشی بازرگانی جهانی در ۱۹۲۹م که بازرگانیابریشم ژاپن را دستخوش نابودی کرده بود به سود هواداران قدرت نظامی پایان یافت. ژاپنی‌ها دو سال بعد ۱۹۳۱م منچوری چین را اشغال کردند. آن‌ها در ۱۹۳۹م به هندوچین تاختند؛ و بر این خطه دست یافتند.

#### جنگ جهانی دوم

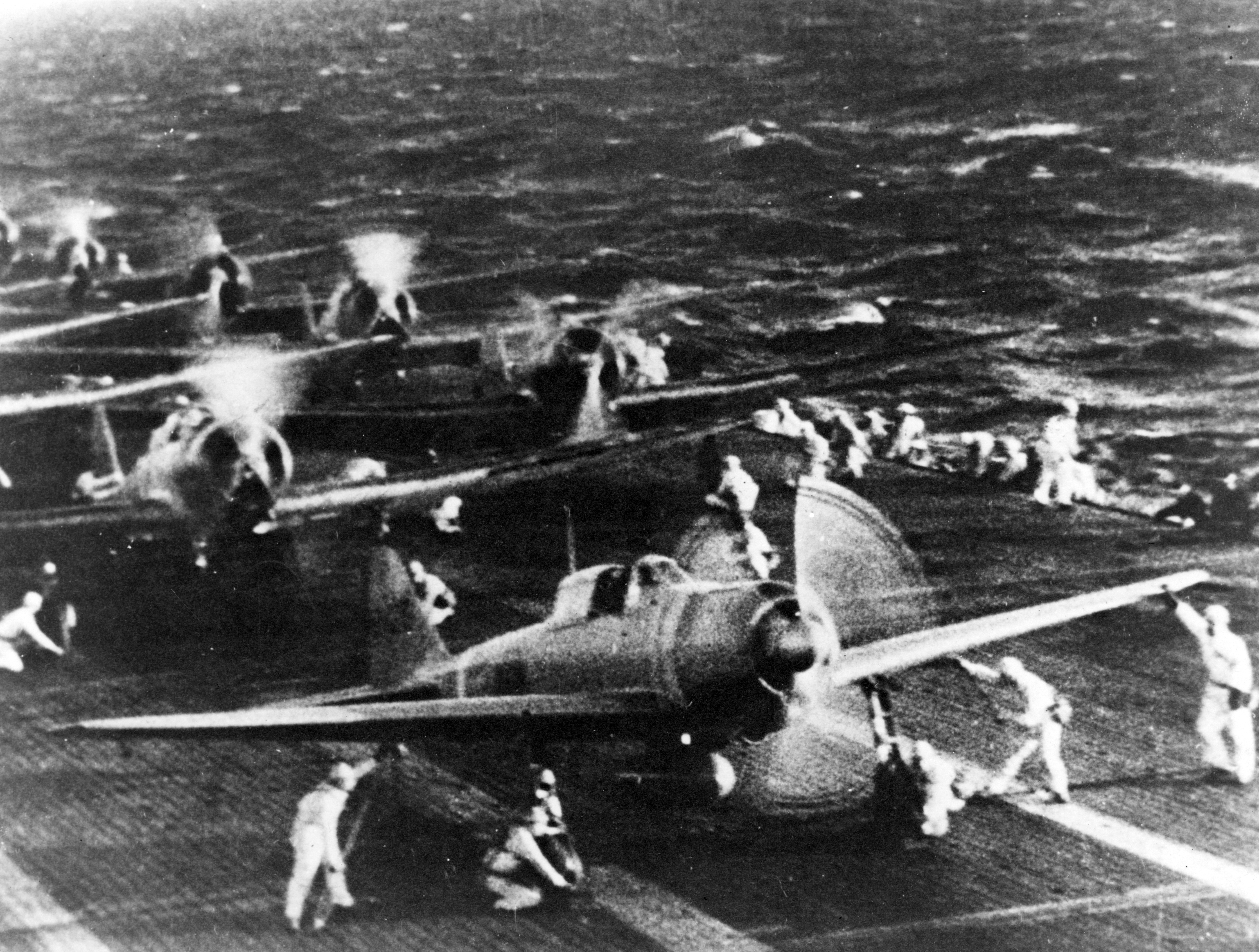
جنگنده‌های ژاپنی درحال آماده‌سازی برای یورش به خلیج پرل هاربر

در ۲۵ نوامبر ۱۹۳۶ میلادی پیمان ضد کمینترن میان آلمان نازی و ژاپن منعقد گردید و به موجب آن طرفین پیمان بستند که مشترک علیه کمونیسم بین‌الملل مبارزه کنند. یک سال بعد ایتالیا نیز به این پیمان پیوست و رسماً محور برلین-توکیو-رُم شکل گرفت. در ۱۹۴۱م که دو سال از جنگ جهانی دوم می‌گذشت، دولت‌های آلمان، ایتالیا و ژاپن هم‌بسته شدند تا نیروهای خود را علیه متفقین به کار اندازند. ژاپن بدون اعلام قبلی به پرل هاربر در هاوایی یورش برد و زیان زیادی به آمریکا وارد ساخت. این اقدام ژاپن موجب گردید تا ایالات متحده با تمام نیروی خود وارد جنگ گردد. ژاپنی‌ها بعد از پرل هاربر به اندونزی و سنگاپور یورش بردند و پیروزی‌های درخشانی به‌دست آوردند، اما نتایج جنگ در اروپا به زیان متحدین تمام شد و آلمان هیتلری در ۱۹۴۵م سقوط کرد. پیشرفت پرشتاب نظامی ژاپن در سرتاسر شمال شرق آسیا و اقیانوس آرام متوقف شد و ایالات متحده با توافق شوروی پیشین با پرتاب دو بمب اتمی در شهرهای هیروشیما و ناگازاکی، ژاپن را وادار به تسلیم کرد؛ و به این ترتیب برای ژاپن، جنگ دوم جهانی با شکستی فاجعه‌آمیز و وحشت جنگ اتمی به پایان رسید. دولت ژاپن به دستور امپراتور هیروهیتو در ۱۴ اوت ۱۹۴۵م بدون قید و شرط، تسلیم متفقین شد، ۵۰۰۰ افسر ژاپنی پس از قرائت بیانیه تسلیم، هاراکیری (خودکشی) کردند. ژاپن تمامی متصرفات خود در اقیانوس آرام از جمله کشور کره را از دست داد، طی کنفرانس یالتا در فوریه سال ۱۹۴۵ ژاپن جزایر کوریل و جزیره ساخالین را از دست داد، اداره امور نظامی منچوری نیز به دولت جماهیر شوروی واگذار شد. ژاپن در جریان جنگ جهانی دوم صدمات فراوانی دید و در اواخر جنگ به چنان وضعی دچار شد که بسیاری از تحلیلگران در توصیف آن، عبارت «به کلی ویران شده» را به کار بردند.

#### بمباران هسته‌ای هیروشیما و ناگاساکی

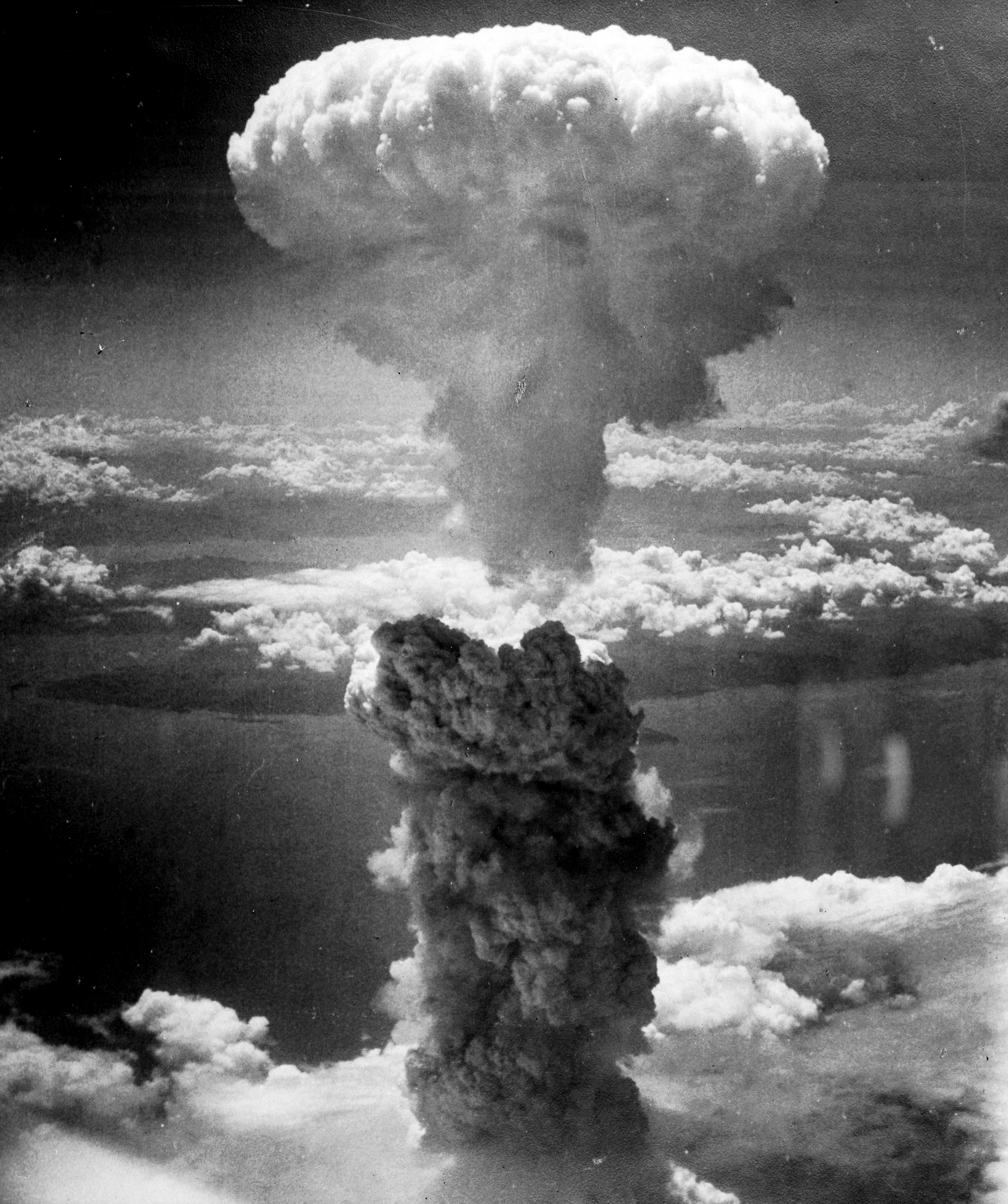
بمباران اتمی ناگاساکی، ۹ اوت ۱۹۴۵

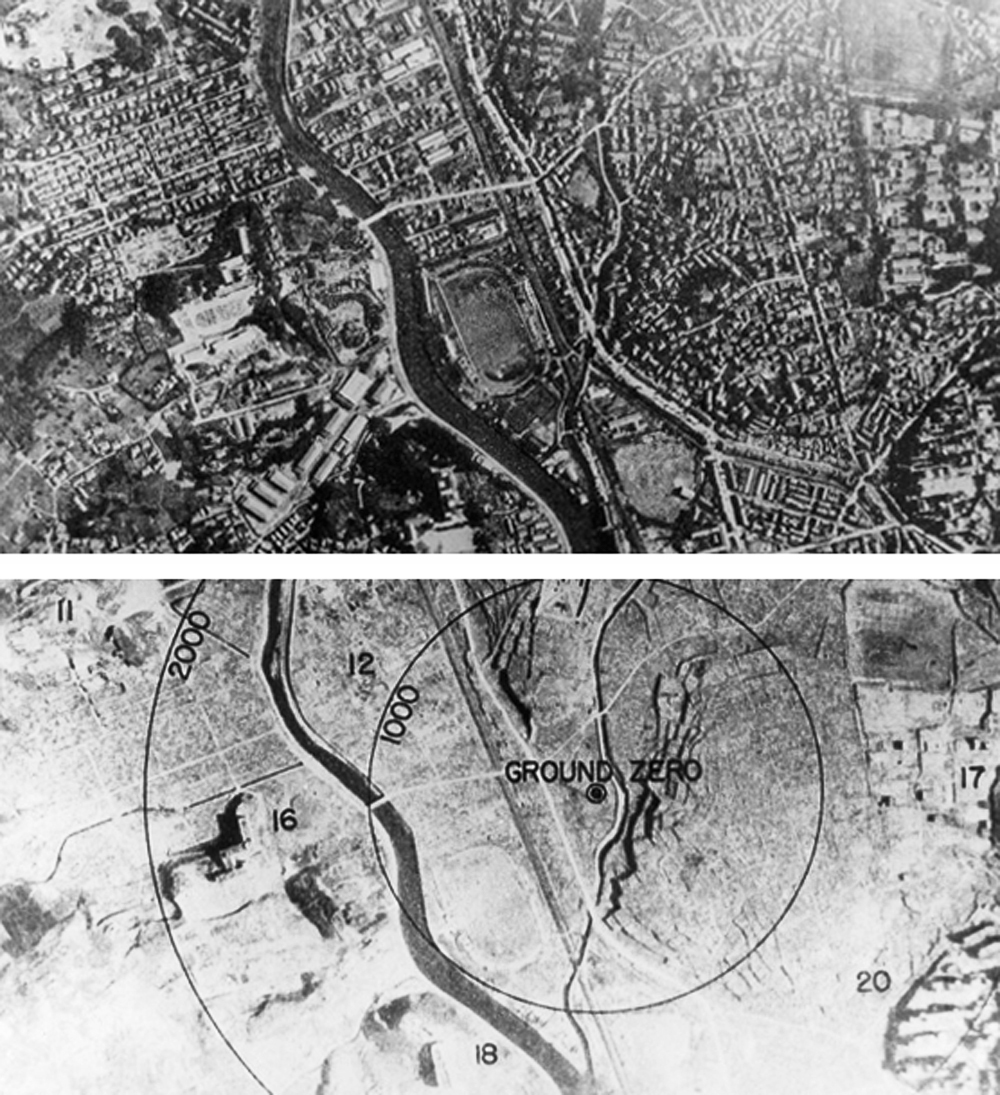
ناگاساکی پیش و پس از بمباران هسته‌ای

بمباران هیروشیما و ناگاساکی دو عملیات هسته‌ای بودند که در زمان جنگ جهانی دوم به دستور هری ترومن، رئیس‌جمهور وقت آمریکا، علیه امپراتوری ژاپن انجام گرفتند. در این دو عملیات، دو بمب اتمی به فاصله ۳ روز بر روی شهرهای هیروشیما و ناگاساکی انداخته شد که باعث ویرانی و کشتار گسترده شهروندان این دو شهر گردید. حدود ۲۲۰٬۰۰۰ نفر در اثر این دو بمباران اتمی جان باختند که بیشتر آنان را شهروندان غیرنظامی تشکیل می‌دادند. (بیش از ۱۰۰٬۰۰۰ نفر بلافاصله هنگام بمباران کشته شدند و باقی مانده تا پایان سال ۱۹۴۵ در اثر مواد مخرب تشعشعات رادیواکتیو جان خود را از دست دادند)

#### پس از جنگ
جنگ از مردم ژاپن بیش از دو میلیون قربانی گرفت، حدود چهل درصد شهرهای آن به ویرانه مبدل گردید. تأسیسات صنعتی و تولیدی تخریب و نابود شد، مزارع سوخت، سررشته کشت و کار و تولید از هم گسیخت، اقتصاد کشور فلج شد و سرانجام چیزی جز سرزمینی ویران و مردمی بیکار و گرسنه بر جای نماند. با این همه مردم ژاپن، خیلی زود بر بهت و گیجی خود فایق آمدند و آغاز به خودسازی و نوسازی کشور کردند. از آنجا که بلافاصله پس از جنگ در قانون اساسی خود به صلح‌دوستی و کوشش در راه نگهداری و استقرار صلحی پایدار و جهانی تأکید ورزیدند، ارتش را به کلی نابود کردند؛ بدین‌گونه افراد نظامی نیز به سایر مردم پیوستند، و به سازندگی کشوری سرگرم شدند. این کشور از لحاظ منابع طبیعی، یکی از تنگ‌دست‌ترین کشورهای جهان است. اشغال کشور از سوی متفقین (۱۹۴۵ تا ۱۹۵۲) نظام سیاسی کشور را تبدیل به نظامی دموکراتیک کرد و همچنین احیای شگفت‌انگیز اقتصادی را بر اساس سیاست فعال صادرات آغاز ساخت. آیین شینتوـ که با ملی‌گرایی افراطی همسان شده بود ـ به صورت دین رسمی کنار گذاشته شد و در همین خلال جریانی به نام نهضت آموزش پدید آمد که طی آن کشور، گروهی از افراد مستعد را به منظور کسب و آموزش تخصص راهی کشورهای پیشرفته جهان ساخت. 

نمایی از توکیو، مربوط به سال ۲۰۰۹

 ژاپن بعد از جنگ به اشغال نیروهای نظامی ایالات متحده درآمد. دو سال بعد از جنگ جهانی دوم در ۱۹۴۷م قانون اساسی ژاپن به تصویب رسید.
ژاپن پس از رهایی از جنگ، سیاست مسالمت‌آمیز در پیش گرفت و در ۱۹۵۶م به عضویت سازمان ملل متحد درآمد. اقتصاد این کشور بار دیگر تنها چند سال پس از پایان جنگ و در دهه ۱۹۶۰م با رشد متوسط ۱۰٪ در سال، به بالاترین نرخ رشد اقتصادی در بین تمامی کشورهای درگیر جنگ رسید؛ و این کشور به یکی از بزرگ‌ترین قدرت‌های اقتصادی جهان تبدیل گردید و در عرصه فناوری پیشتاز شد. در ۱۹۸۸ ژاپن با پیشی گرفتن از آمریکا تبدیل به بزرگ‌ترین کشور تأمین‌کننده اعتبار در جهان شد. هم‌اکنون نیز ژاپن دارای سومین اقتصاد برتر جهان بعد از آمریکا و چین می‌باشد. در ۸ ژانویه ۱۹۸۹ یک روز پس از مرگ امپراتور هیروهیتو، آکی‌هیتو پسر او جانشین وی شد. عرصه سیاست ژاپن تحت سلطه لیبرال دموکرات‌ها است، که به رغم رسوایی‌های مالی از ۱۹۵۵ قدرت را در دست دارند.

### تقسیم‌بندی زمانی
| زمان                           | دوره                  | دوره                  | زیر دوره        | دولت اصلی                                                     |
| ------------------------------ | --------------------- | --------------------- | --------------- | ------------------------------------------------------------- |
| ۳۰٬۰۰۰–۱۰٬۰۰۰ ق. م             | دوران پارینه‌سنگی ژاپن | دوران پارینه‌سنگی ژاپن |                 | نامشخص                                                        |
| ۱۰٬۰۰۰–۳۰۰ ق. م                | ژاپن باستان           | دوره جومون            |                 | قبیله‌های محلی                                                 |
| ۹۰۰ ق. م – ۲۵۰ ب. م (همپوشانی) | ژاپن باستان           | دوره یایویی           |                 | قبیله‌های محلی                                                 |
| ۵۳۸–۲۵۰ میلادی                 | ژاپن باستان           | دوره کوفون            |                 | قبیله‌های یاماتو                                               |
| ۷۱۰–۵۳۸                        | ژاپن قدیم             | دوره آسوکا            |                 | قبیله‌های یاماتو                                               |
| ۷۹۴–۷۱۰                        | ژاپن قدیم             | دوره نارا             |                 | امپراتور ژاپن                                                 |
| ۱۱۸۵–۷۹۴                       | ژاپن قدیم             | دوره هی‌آن             |                 | امپراتور ژاپن                                                 |
| ۱۳۳۳–۱۱۸۵                      | فئودالی ژاپن          | دوره کاماکورا         |                 | شوگون‌سالاری کاماکورا                                          |
| ۱۳۳۶–۱۳۳۳                      | فئودالی ژاپن          | تجدید حیات کن‌مو       |                 | امپراتور ژاپن                                                 |
| ۱۳۹۲–۱۳۳۶                      | فئودالی ژاپن          | دوره موروماچی         | دوره نان‌بوکو-چو | شوگون‌سالاری آشی‌کاگا                                           |
| ۱۴۶۷–۱۳۹۲                      | فئودالی ژاپن          | دوره موروماچی         |                 | شوگون‌سالاری آشی‌کاگا                                           |
| ۱۵۷۳–۱۴۶۷                      | فئودالی ژاپن          | دوره موروماچی         | دوره سن‌گوکو     | شوگون‌سالاری آشی‌کاگا، دایمیو، اودا نوبوناگا، تویوتومی هیده‌یوشی |
| ۱۶۰۳–۱۵۷۳                      | فئودالی ژاپن          | دوره آزوچی-مومویاما   | دوره سن‌گوکو     | شوگون‌سالاری آشی‌کاگا، دایمیو، اودا نوبوناگا، تویوتومی هیده‌یوشی |
| ۱۸۶۸–۱۶۰۳                      | آغاز ژاپن نوین        | دوره ادو              |                 | شوگون‌سالاری توکوگاوا                                          |
| ۱۹۱۲–۱۸۶۸                      | ژاپن نوین             | امپراتوری ژاپن        | دوره میجی       | امپراتور ژاپن                                                 |
| ۱۹۲۶–۱۹۱۲                      | ژاپن نوین             | امپراتوری ژاپن        | عصر تایشو       | امپراتور ژاپن                                                 |
| ۱۹۴۵–۱۹۲۶                      | ژاپن نوین             | امپراتوری ژاپن        | دوره شووا       | امپراتور ژاپن                                                 |
| ۱۹۵۲–۱۹۴۵                      | ژاپن معاصر            | بعد از جنگ            | اشغال ژاپن      | فرماندهی عالی نیروهای متفقین                                  |
| ۱۹۸۹–۱۹۵۲                      | ژاپن معاصر            | بعد از جنگ            | بعد از اشغال    | دموکراسی پارلمانی                                             |
| ۱۹۸۹–۲۰۱۹                      | ژاپن معاصر            | بعد از جنگ            | دوره هیسه‌ای     | دموکراسی پارلمانی                                             |
| ۲۰۱۹–حال حاضر                  | ژاپن معاصر            | بعد از جنگ            | دوره ریوا       | دموکراسی پارلمانی                                             |

## سیاست

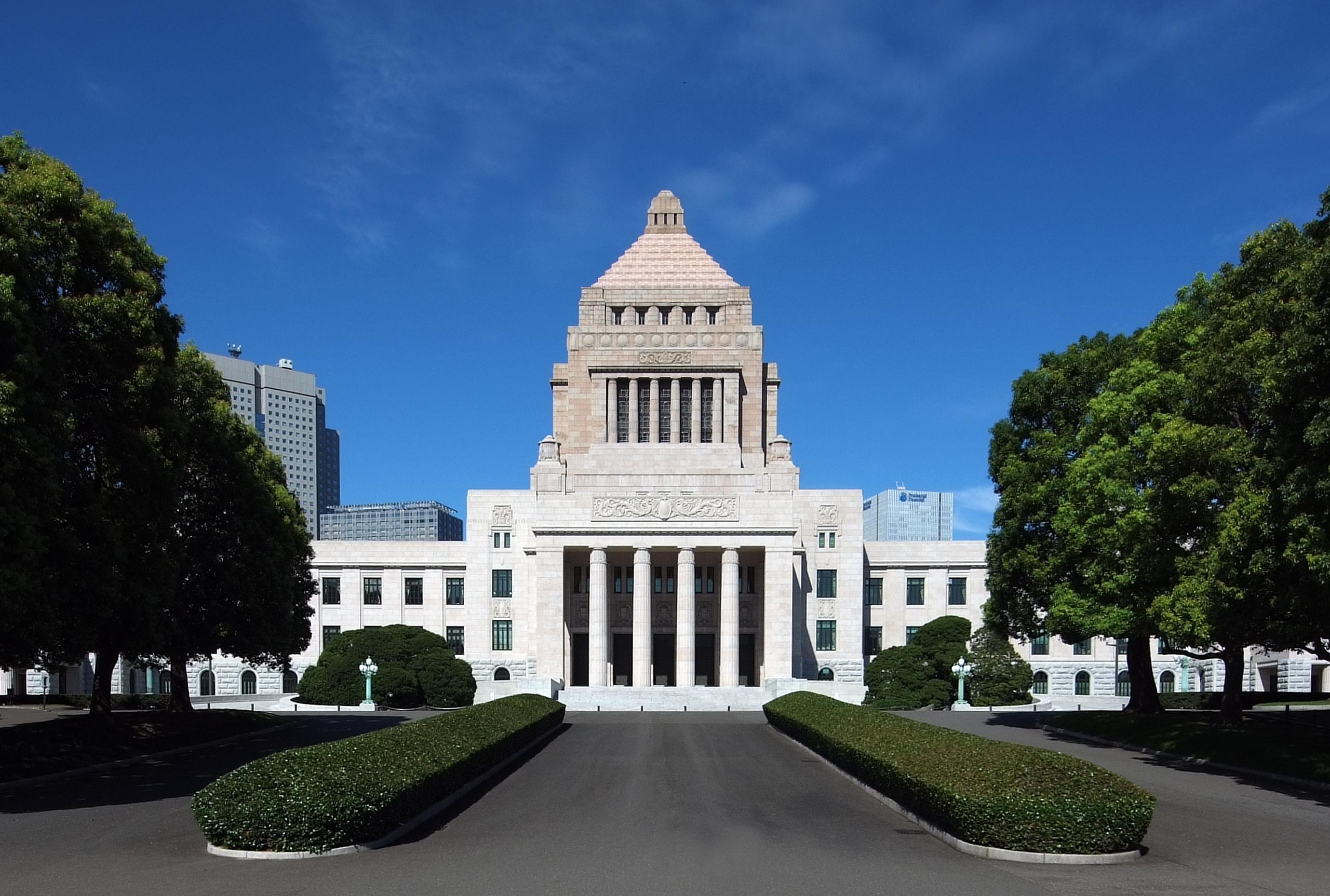
ساختمان دایت ملی

نشان رسمی دولت ژاپن

بعد از پایان جنگ جهانی دوم در اوت ۱۹۴۵، ژاپن، گام نهادن در راه تبدیل به کشوری دموکراتیک را آغاز نمود. قانون اساسی ژاپن که از سال ۱۹۴۷ لازم‌الاجرا بوده بر سه اصل استوار است: حاکمیت مردمی، احترام برای حقوق اولیه انسان و کناره‌گیری از جنگ. قانون اساسی همچنین استقلال سه شاخه مقننه، مجریه و قضائیه را تصریح نموده است.

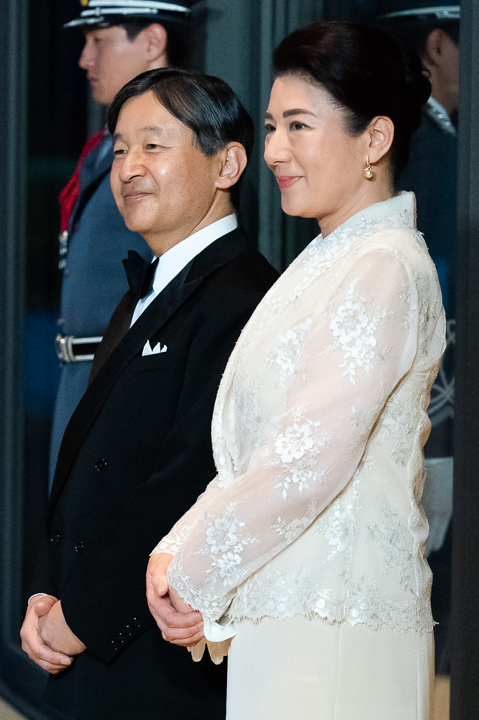
امپراتور ناروهیتو و امپراتریس ماساکو

ژاپن یک کشور امپراتوری است. حکومت در آن به صورت سیستم پارلمانی، مشابه با بریتانیا می‌باشد که در حقیقت نخست‌وزیر آن را اداره می‌کند. امپراتور نماد کشور و وحدت ملی است و در رابطه با امور حکومتی قدرتی ندارد. تمامی کارهای امپراتور در رابطه با امور کشوری براساس توصیه‌ها و تصویب کابینه صورت می‌گیرد. با این حال امپراتور به عنوان رئیس کشور در مناسبت‌های سیاسی اثرگذار است. امپراتور کنونی ژاپن، ناروهیتو، در سال ۲۰۱۹ به عنوان یکصد و بیست و ششمین امپراتور به تخت نشست.
نهاد قانون‌گذار این کشور که دایت ملی نام دارد، دومجلسی بوده و از مجلس نمایندگان و مجلس مشاوران (سنا) تشکیل شده است. مجلس نمایندگان ۴۸۰ عضو دارد که با رای مردم برای دوره‌های چهار ساله انتخاب می‌شوند.
اعضای مجلس مشاوران ۲۴۲ نفر هستند که با رأی مردم برای دوره‌ای شش ساله انتخاب می‌شوند.
نخست‌وزیر ژاپن رئیس دولت در ژاپن است که حکمش به وسیله امپراتور تنفیذ می‌شود. ذیل رهبری نخست‌وزیر، ۱۲ وزارتخانه وجود دارد؛ که عبارتند از: وزارت دادگستری- دارایی- بهداشت و رفاه- بازرگانی و صنعت- پست و ارتباطات- ساختمان- امور خارجه- آموزش، علوم و فرهنگ- کشاورزی، جنگلداری، ماهیگیری- حمل و نقل- کار و وزارت کشور.
سیستم حکومتی ژاپن بر اساس فعالیت احزاب سیاسی قرار داشته و احزاب سیاسی نقش تعیین‌کننده‌ای در صحنه سیاست کشور دارند. در شرایط کنونی، مهم‌ترین احزاب سیاسی فعال عبارتند از: حزب لیبرال دموکرات، حزب دموکراتیک ژاپن، حزب کومه جدید، حزب کمونیست ژاپن، حزب سوسیال دموکرات. حزب لیبرال دموکرات مهم‌ترین حزب سیاسی در ژاپن است.

### دولتهای مرکزی و محلی
در ژاپن ۴۷ استان و تعداد کل ۱۸۰۰ شهر کوچک و بزرگ و روستا وجود دارد (آوریل، ۲۰۰۷). هر شهرداری واجد شورا می‌باشد. فرمانداران استانی و شهرداران با رأی مردمی انتخاب می‌شوند. دولت محلی نسبت به دولت مرکزی واجد سیستم دموکراسی بی‌واسطه‌تری می‌باشد.

### دیوان عالی ژاپن
دیوان عالی ژاپن، بالاترین ارکان قوه قضائیه است. این دیوان متشکل از ۱۵ نفر قاضی است که توسط ریاست دیوان اداره می‌گردد. ۲۰ دادگاه بخش- از عمومی‌ترین دادگاه‌های کشور به‌شمار می‌آیند و در تمام کشور ۵۰ دادگاه بخش در مراکز استان‌های ۴۷ گانه مستقر هستند. در این دادگاه‌ها به پرونده‌های حقوقی و جزایی به‌طور مشترک رسیدگی می‌شود.

## اقتصاد

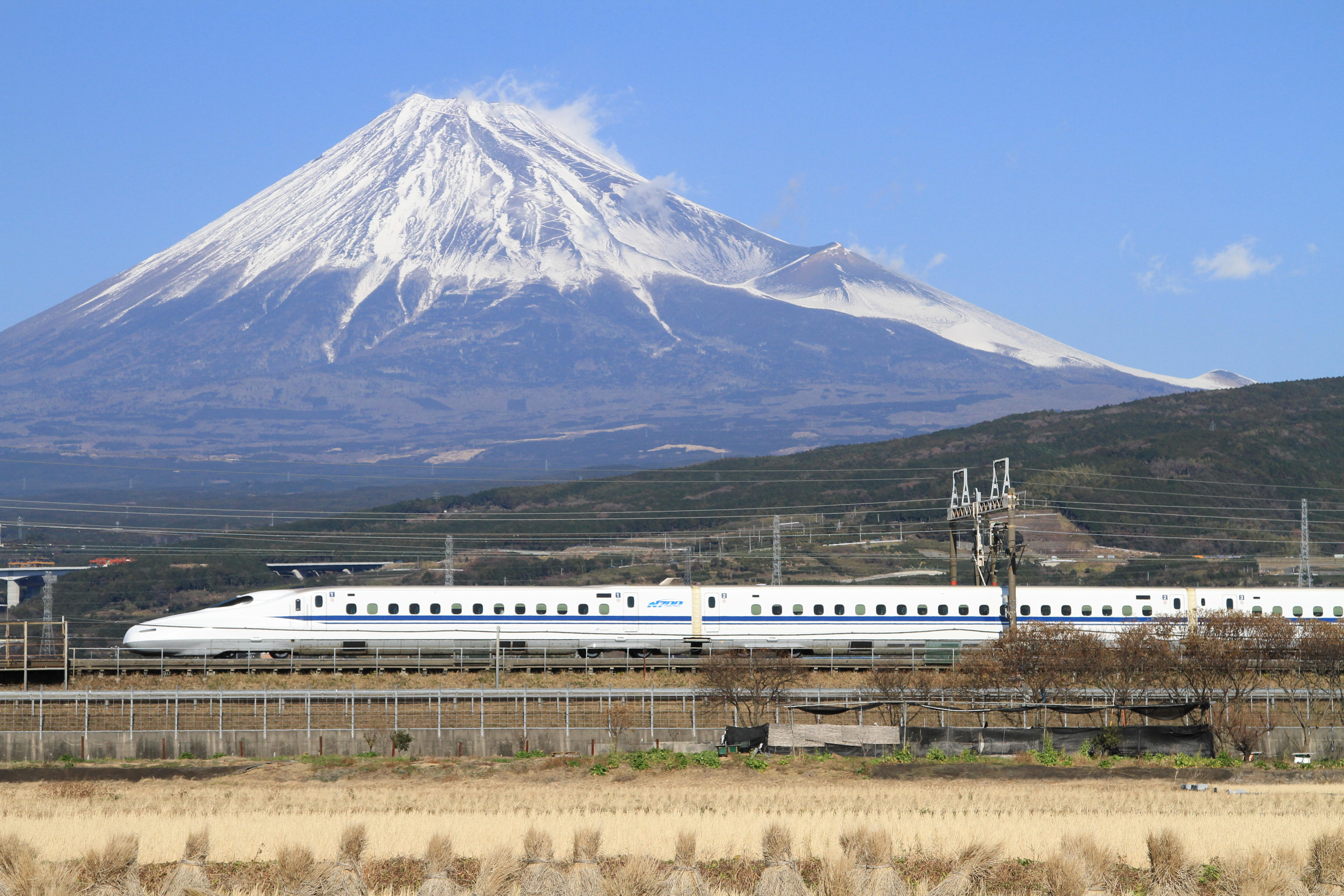
ژاپن اولین کشور استفاده‌کننده از قطارهای تندرو و پیشگام در این زمینه بوده. کوه فوجی نیز در پس‌زمینه این تصویر دیده می‌شود.

کشور ژاپن در سال ۲۰۱۰ سومین قدرت اقتصادی دنیا (پس از آمریکا و چین) بوده و در آسیا نیز رتبه دوم را از این لحاظ داراست. این کشور دارای منابع طبیعی خیلی محدودی است و اکثر جزایر و خاک آن کوهستانی و آتشفشانی است؛ ولی با همکاری‌های دولت در بخش صنعت و نیز سرمایه‌گذاری گسترده در فناوری‌های پیشرفته، ژاپن به عنوان یکی از پیشگامان عمده در صنعت و فناوری دنیا شناخته شده است. صادرات بخش عمده‌ای از درآمدهای اقتصادی ژاپن را تشکیل می‌دهد و آمریکا با ۲۲٫۷٪، چین با ۱۳٫۱٪ و کره جنوبی با ۷٫۸٪ عمده‌ترین شرکای تجاری این کشور هستند. محصولات صادراتی عمدهٔ ژاپن شامل تجهیزات حمل و نقل، اتومبیل، صنایع الکترونیک، ماشین آلات الکتریکی و صنایع شیمیایی هستند.
در بخش صنایع ژاپن به عنوان یکی از پیشرفته‌ترین کشورها در زمینه تولید اتومبیل، تجهیزات الکترونیکی، ماشین ابزار، فولاد و فلزات غیر آهنی، کشتی سازی، صنایع شیمیایی و نساجی و نیز صنایع غذایی فرآوری شده به‌شمار می‌آید. این کشور دارای تعداد زیادی شرکت بین‌المللی با نام‌های تجاری معتبری همچون تویوتا، میتسوبیشی، هوندا، نیسان، مزدا، سونی، نینتندو و کانن است.

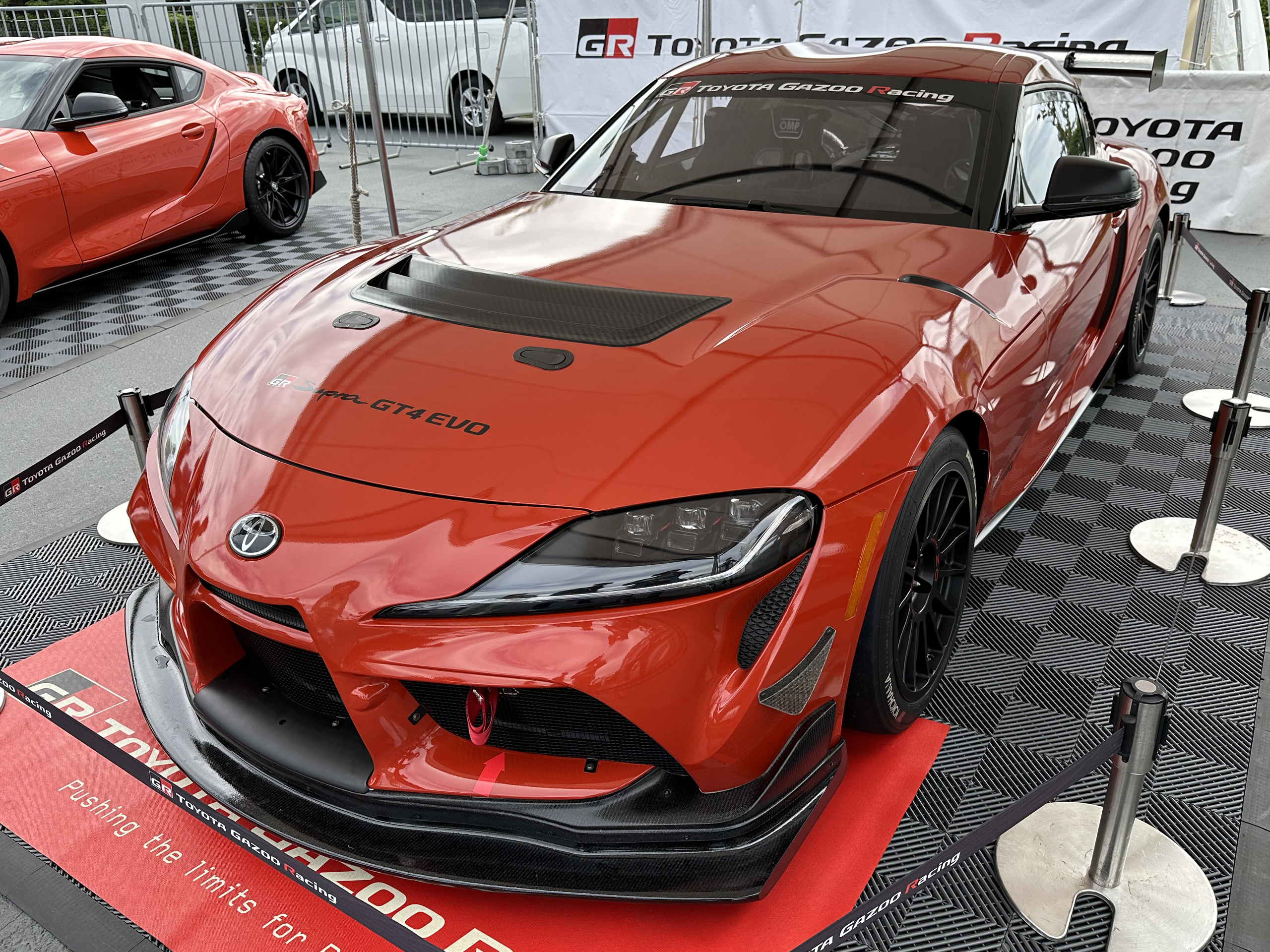
یک خودرو از شرکت ژاپنی تویوتا

بنا به گزارش صندوق بین‌المللی پول در اواسط آوریل ۲۰۰۶، ژاپن با رشد اقتصادی ۲/۸ درصد پیش‌بینی شده برای سال ۲۰۰۶، همردیف کشورهای غربی و در مقام بالا قرار دارد.
چنین نتیجه‌ای حاصل صادرات به کشورهای در حال توسعه مانند چین (که رشدش به ۹/۵٪ رسیده)، طرح دولتی و بی‌سابقه قانونمندسازی، سطح بالای تحقیق و توسعه، سرمایه‌گذاری بر روی آموزش و همچنین تعدیل نسبی ارزش دادن به سهام داران است.
ژاپن رشد اقتصادی بالایی را در دهه‌های ۱۹۶۰ تا ۱۹۸۰ تجربه کرده است. رشد ژاپن در دهه ۱۹۶۰ به‌طور میانگین ۱۰٪، در دهه ۱۹۷۰ به‌طور متوسط ۵٪، و در دهه ۱۹۸۰ به‌طور میانگین ۴٪ رشد داشت. رشد اقتصادی ژاپن در دو دهه اخیر به شدت کاهش یافته است به‌طوری‌که در دهه ۱۹۹۰ به‌طور میانگین ۱٫۵٪ بوده است. تلاش‌های دولت ژاپن برای ایجاد رشد اقتصادی در این دو دهه عمدتاً با شکست مواجه شده و رشد اقتصادی ژاپن همچنان پایین است.

### توسعه اقتصادی ژاپن و علل کلیدی آن
آمریکا در ابتدای راه در اوت ۱۹۴۵ پس از یک سری بمباران سراسری و بالاخره بمباران اتمی هیروشیما و ناگاساکی، ژاپن را به تسلیم واداشت. پس از این شکست ژاپن با بیش از ۱۳ میلیون نفر بیکار مواجه بود و کمبود مواد غذایی به شدت احساس می‌شد. تورم در حدی بود که حقوق افراد، مکفی مخارج جاری نبود و افراد برای سیر کردن شکم خود اقدام به فروش دارایی خود کرده بودند.
برای کالاهای ضروری بازار سیاه درست شده بود و قیمت‌ها ۳۰ تا ۶۰ برابر قیمت رسمی دولت بود. در مورد برنج این رقم به ۱۵۰ برابر نیز رسیده بود. جنگ برای ژاپن به جز ۸ میلیون نفر کشته و زخمی، به بهای ویرانی ۲۵٪ از دارایی‌های غیرنظامی و نابودی ۴۱٫۵٪ از ثروت ملی تمام شد.
ژاپن بازسازی شده، با داشتن ۰٫۳٪ از خاک کره زمین توانسته ۲۴٪ از تولید جهانی را به خود اختصاص دهد. این کشور به رغم شهرنشینی متراکم نسبتاً از جرم و جنایت به دور مانده است. نسبت سرقت در ژاپن در مقایسه با آمریکا چیزی کمتر از ۰٫۷٪ است.
پیشرفت اقتصادی ژاپن چنان چشم گیر بود که در مقطعی آمریکایی‌ها را به انتقاد از سخت کوشی، کم مصرفی و حجم کلان پس‌انداز ژاپنی‌ها واداشت.
آنچه تصویر ویران ژاپن ۱۹۴۵ را به ژاپن ابرقدرت اقتصادی امروز مبدل کرده است، فرایندی است که عده‌ای آن را معجزه نامیدند.
تقدس سرزمین به شکل افراطی اش تا برتری نژادی ژاپنی‌ها هم کشیده شده بود. دولت ژاپن آئین (شینتو) را به نقطهٔ قوت مردم تبدیل کرده بود و در سال ۱۹۱۳ به منظور تجمع تمامی افراد و گروه‌ها، طی تبلیغات وسیع اعلام کرد که شینتو یک نهاد ملی با هویت تاریخی و معنوی است و هرکس بدون توجه به ایدئولوژی و مرامش، به عنوان یک وظیفهٔ میهنی و نشانه‌ای از وفاداری و صداقتش به میهن، باید در معابد شینتو حضور یابد. امروزه ژاپن دارای یکی از معتبرترین پاسپورت‌های جهان است.

## فرهنگ

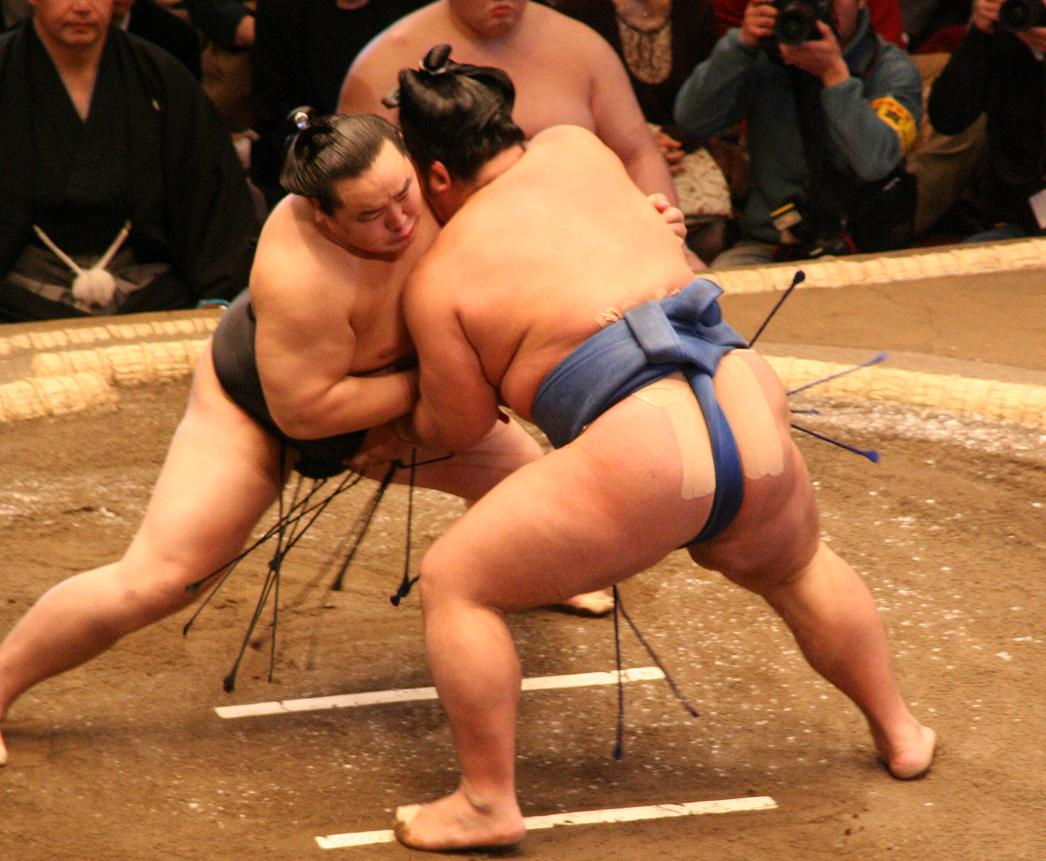
سومو ورزش ملی ژاپن

فرهنگ ژاپن طی هزاران سال از دوره جومون تا به امروز در حال تکامل بوده، فرهنگ معاصر ژاپن بسیار از آسیا، اروپا و آمریکای شمالی تأثیر پذیرفته است و در این بین نفوذ فرهنگ چینی پر رنگ‌تر است. ساکنان ژاپن دوره‌های طولانی انزوا را سپری کرده‌اند، ورود کشتی‌های غربی در قرن ۱۶ و ۱۹ میلادی و آشنایی مردم ژاپن با ادیان مختلف همچون مسیحیت عصری جدید را برای این کشور پدیدآورد که تغییرات فرهنگی و سنت‌شکنی‌های بعد از آن خالی از لطف نبود.
نخستین آثار ادبیات ژاپنی به‌شدت تحت تأثیر ارتباطات فرهنگی با چین و ادبیات چینی سروده شدند. این آثار به زبان چینی کلاسیک سروده می‌شدند. ادبیات هندی نیز با گسترش بودیسم در ژاپن بر ادبیات این کشور تأثیر گذاشت. اما در نهایت هنگامی که نویسندگان ژاپنی شروع به نوشتن دربارهٔ ژاپن کردند توانستند سبک خاص خود را توسعه بخشند اما همچنان تأثیر ادبیات چینی و چینی کلاسیک را می‌شد تا پایان دورهٔ ادو در این آثار مشاهده کرد. از زمانی که ژاپن دروازه‌های خود را در سده ۱۹ میلادی به روی تجارت و دیپلماسی با غرب باز کرد ادبیات شرق و غرب به شدت برهم تأثیر گذاشته‌اند و همچنان می‌گذارند.

### شعر
هایکو کوتاه‌ترین گونه شعری در جهان است که مبدع آن ژاپنی‌ها هستند، این‌گونه شعر به صورت سنتی کم‌تر ۱۷ خط است، یک هایکو عموماً یک احساس یا گرایش شاعرانه سراینده‌اش را بیان می‌کند:
| بادبادک‌ها سفیدند  |
| در مهِ شام‌گاهی     |
| فراسوی آرامش.     |
| شقایق پُرپَر        |
| بس اندک خمیده است |
| در گذشتِ روزگاران. |
| — تَن تای‌گی        |

### موسیقی

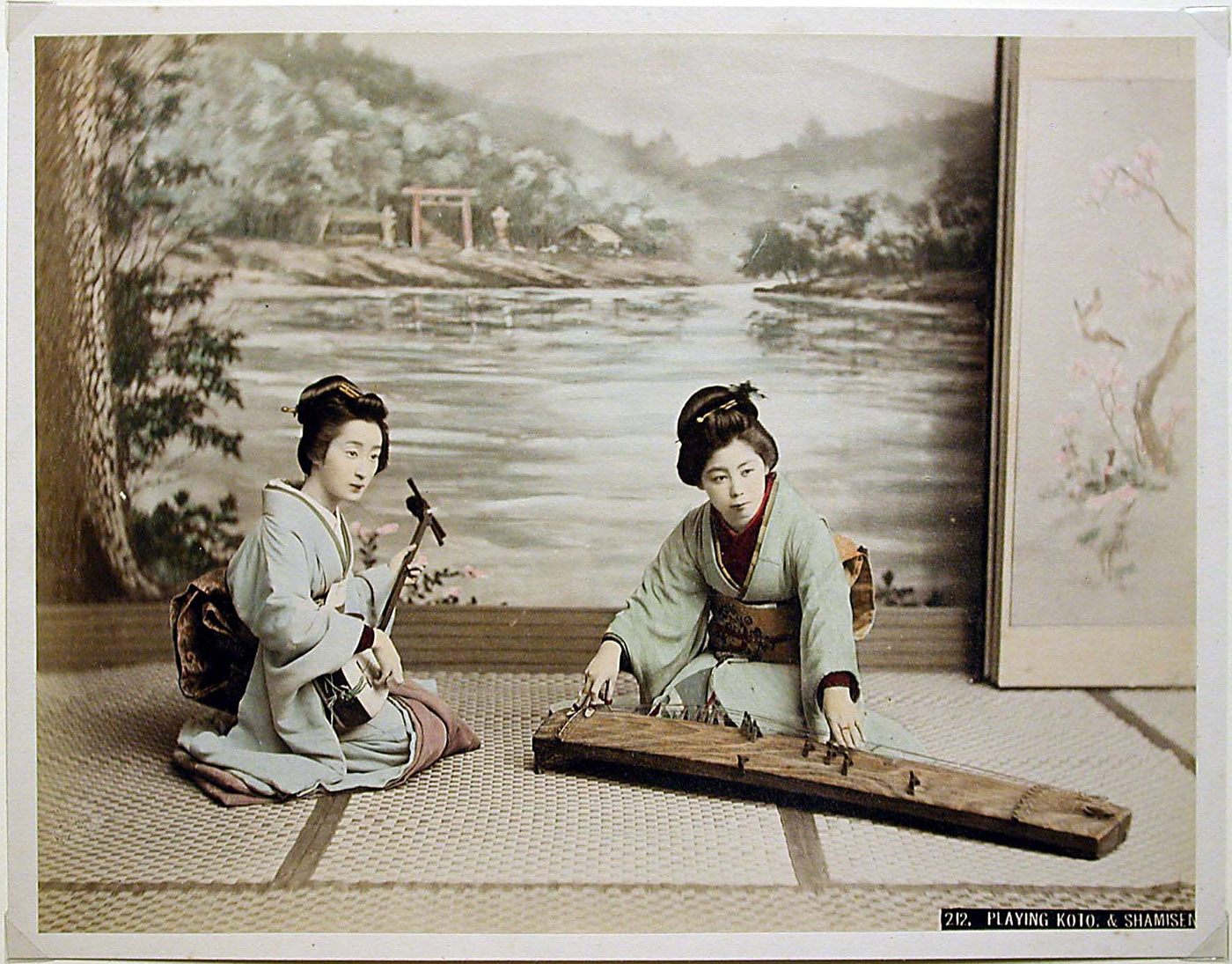
دو نوازنده در حال نواختن کوتو (راست) و شامیسن (چپ)

موسیقی ژاپن غنی و متنوع است، سازهایی چون «کُوتو» و «شامیسِن» از سازهای اصیل ژاپن هستند. شامیسن که به سه‌تار ژاپنی شهرت دارد و معمولاً همراه با سازهای دیگر نواخته می‌شود، در اصل در تئاترهای کابوکی و عروسکی دوره «ادو» کاربرد داشت. کوتو نیز به سنتور ژاپنی معروف است که از چوب درختی به نام «پائولونیا» ساخته می‌شود و هر تار آن خرک متحرک جداگانه‌ای دارد. این ساز را با زخمه‌هایی که به انگشتان اشاره، میانی و شست دست راست متصل است می‌نوازند.

### پویانمایی

اَنیمه یا انیمه یک سبک از پویانمایی است که خاستگاه آن ژاپن بوده و به‌طور معمول بر مبنای مانگاها ساخته می‌شود.

اَنیمه  یا انیمه یک سبک از پویانمایی است که خاستگاه آن ژاپن بوده و به‌طور معمول بر مبنای مانگا ساخته می‌شود (که در این صورت انیمانگا نامیده می‌شوند). انیمه‌ها دارای خصوصیاتی از قبیل نقاشی‌های رنگارنگ، شخصیت‌های پرجنب و جوش، داستانی همراه با پیکار و نبرد و همچنین دارای موضوعات مختلف می‌باشد. انیمه در واقع کوتاه شده واژهٔ انگلیسی انیمیشن «animation» (پویانمایی) است.

### جشنواره‌ها و مناسبت‌های خاص
۳۳ جشنواره کشور ژاپن به عنوان میراث فرهنگی ناملموس یونسکو ثبت شده‌اند. بعضی جشن‌ها و فستیوال‌های ژاپنی ریشه چینی دارند ولی در طول زمان تغییر یافته و با عادات مردم محلی درآمیخته‌اند.

#### جشن شکوفه‌های گیلاس
هانامی یا جشن شکوفه‌های گیلاس یکی از مراسم رایج در ژاپن است. هانامی در زبان ژاپنی به معنی «دیدن گل‌هاست». هانامی در هنگام شکوفایی شکوفه‌های ساکورا و با جمع شدن دوستان و بستگان به دور هم و گسترانیدن سفره در زیر درختان ساکورا برگزار می‌شود.
هانامی برای نخستین بار در دورهٔ نارا (سال‌های ۷۱۰ تا ۷۹۴ میلادی) و در بین اشراف مرسوم شده است. در ابتدا دیدن شکوفه‌های آلو که در ژاپن اومه نامیده می‌شود، مرسوم بود اما در دورهٔ هِی‌آن (سال‌های ۷۹۴ تا ۱۱۸۵ میلادی) شکوفه‌های گیلاس جایگزین شکوفه‌های آلو شد. از اواسط دورهٔ ادو هانامی در بین عموم مردم رایج شد و امپراتور توکوگاوا یوشیمونه هشتمین امپراتور دورهٔ ادو جهت تشویق مردم و ترویج بیشتر هانامی دستور کاشت گستردهٔ درختان گیلاس را در سراسر کشور صادر کرد.

#### جشنواره برف
جشنواره برف ساپورو سالانه در شهر ساپورو برگزار می‌شود. در این جشنواره که برجسته‌ترین هنرمندان این کشور نیز حضور دارند، مجسمه‌های مختلفی از جمله مجسمهٔ بازیگران و هنرمندان و سایر افراد مشهور ساخته می‌شود. در فوریه سال ۲۰۱۷ هم جشنواره ساپورو برگزار شد که مجسمه دونالد ترامپ، رئیس‌جمهور آمریکا نیز در بین مجسمه‌های افراد مشهور دیده شد.

#### جشنواره تننو
جشنواره تننو هر ساله ماه ژوئیه در شهر تسوشیما برگزار می‌شود. بر اساس رسوم هر قایق به چهارصد فانوس مزین می‌شود و در طول رودخانه تننو پایین می‌آید.

#### جشن عروسک‌ها
هیناماتسوری یا جشن عروسک‌ها یا جشن دختران یکی از جشن‌های رایج در کشور ژاپن است که به شکرگزاری رشد و سلامتی دختران اختصاص دارد. این جشن هر ساله در روز سوم ماه مارس سومین ماه میلادی برگزار می‌شود.
در این جشن سکویی با یکپارچه قرمز پوشانده می‌شود تا مجموعه‌ای از عروسک‌های زینتی (به ژاپنی: 雛人形 hina-ningyō?) به نمایندگی از امپراتور، ملکه، مسئولان، و نوازندگان در لباس سنتی دربار دوره هی‌آن به نمایش گذاشته شود.

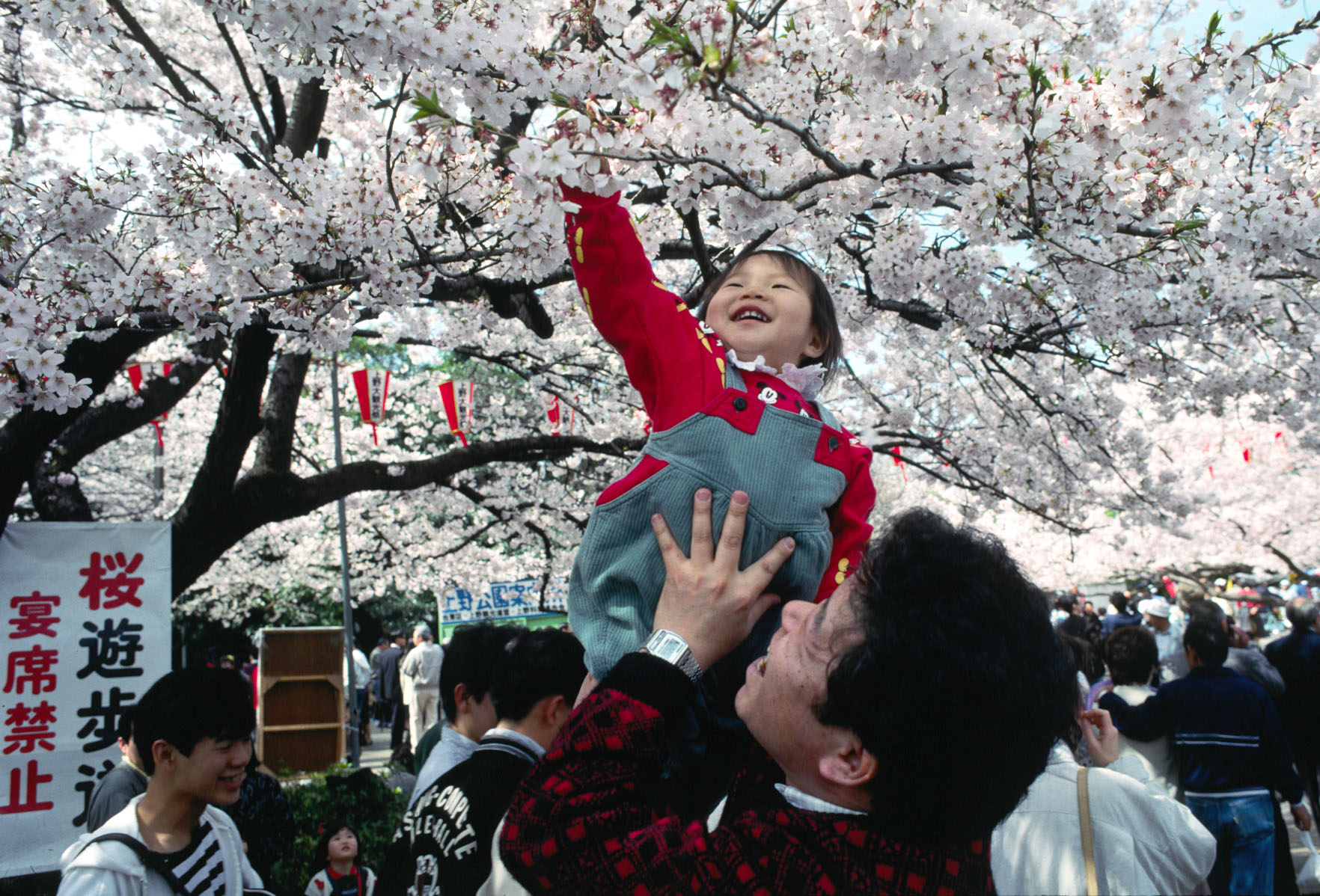
جشن شکوفه‌های گیلاس(هانامی)ـپارک اوئنوـتوکیو
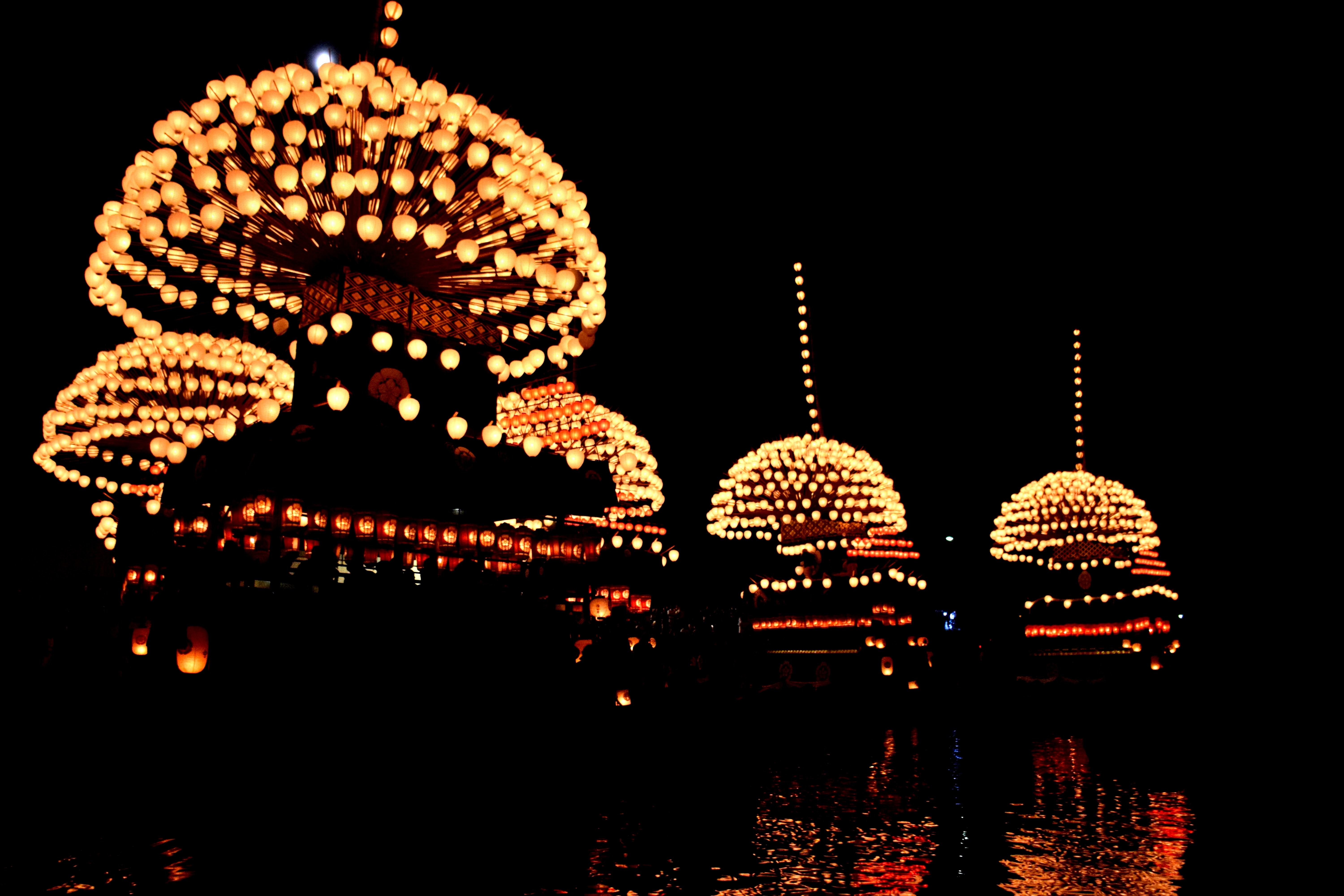
جشنواره تننو: چند قایق در رودخانه تننو، هرکدام با ۴۰۰ فانوس کاغذی
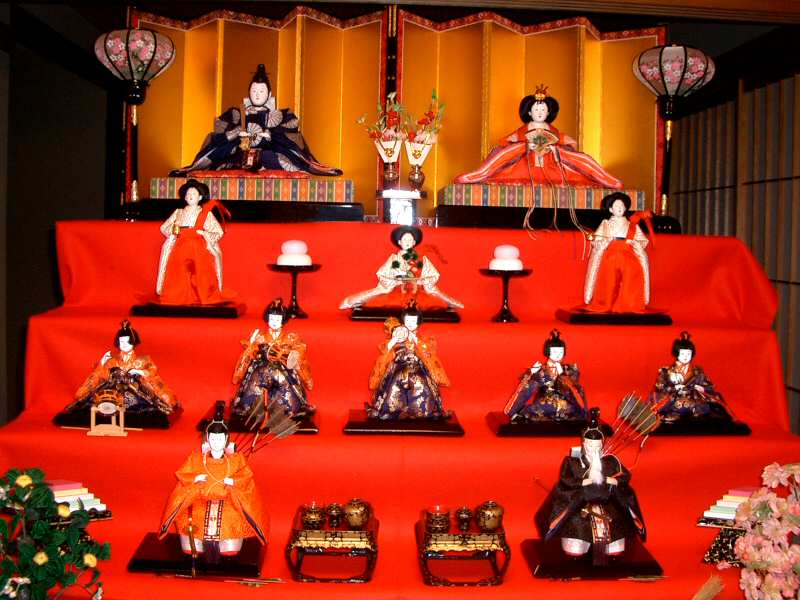
هیناماتسوری

### غذاها و خوراک
| نام فارسی   | نام انگلیسی   | تصویر | نام فارسی    | نام انگلیسی  | تصویر |
| ----------- | ------------- | ----- | ------------ | ------------ | ----- |
| ابی‌فرای     | Ebi fry       |       | اُم‌رایس       | Omurice      |       |
| انگاوا      | Engawa        |       | اوسه‌چی       | Osechi       |       |
| اوناگی      | Unagi         |       | اونیگیری     | Onigiri      |       |
| اویاکودون   | Oyakodon      |       | آئونوری      | Aonori       |       |
| برنج چسبناک | Sticky rice   |       | بنتو         | Bento        |       |
| تمپورا      | Tempura       |       | توفو         | tōfu         |       |
| جیائوزی     | Jiaozi        |       | کوروکه       | Korokke      |       |
| چوکادون     | Chukadon      |       | چیکووا       | Chikuwa      |       |
| دایفوکو     | Daifuku       |       | زوندا        | Zunda        |       |
| سوشی        | Sushi         |       | ساشی‌می       | Sashimi      |       |
| سکی‌هان      | Sekihan       |       | سوبا         | Soba         |       |
| کاتسودون    | Katsudon      |       | کاتسوساندو   | KatsuSando   |       |
| کاراآگه     | Karaage       |       | کاری ژاپنی   | karē         |       |
| کازونوکو    | Kazunoko      |       | کایسکی       | Kaiseki      |       |
| کوروکه پان  | Croquette     |       | کوشی‌کاتسو    | Kushikatsu   |       |
| کیناکو      | Kinako        |       | مشی          | Meshi        |       |
| موچی        | Mochi         |       | هورمون‌یاکی   | Horumonyaki  |       |
| هایاشی‌رایس  | Tempura       |       | اوکونومی‌یاکی | Okonomiyaki  |       |
| چاهان       | Cha-han       |       | اوکیناواسوبا | Okinawa soba |       |
| هیاشی‌چوکا   | Hiyashi chuka |       | یاکی‌اودون    | Yakiudon     |       |
| یاکی‌سوبا    | Yakisoba      |       | تاکویاکی     | Takoyaki     |       |
| یاکی‌توری    | yakitori      |       | جینگیسوکان   | Jingisukan   |       |

## آموزش

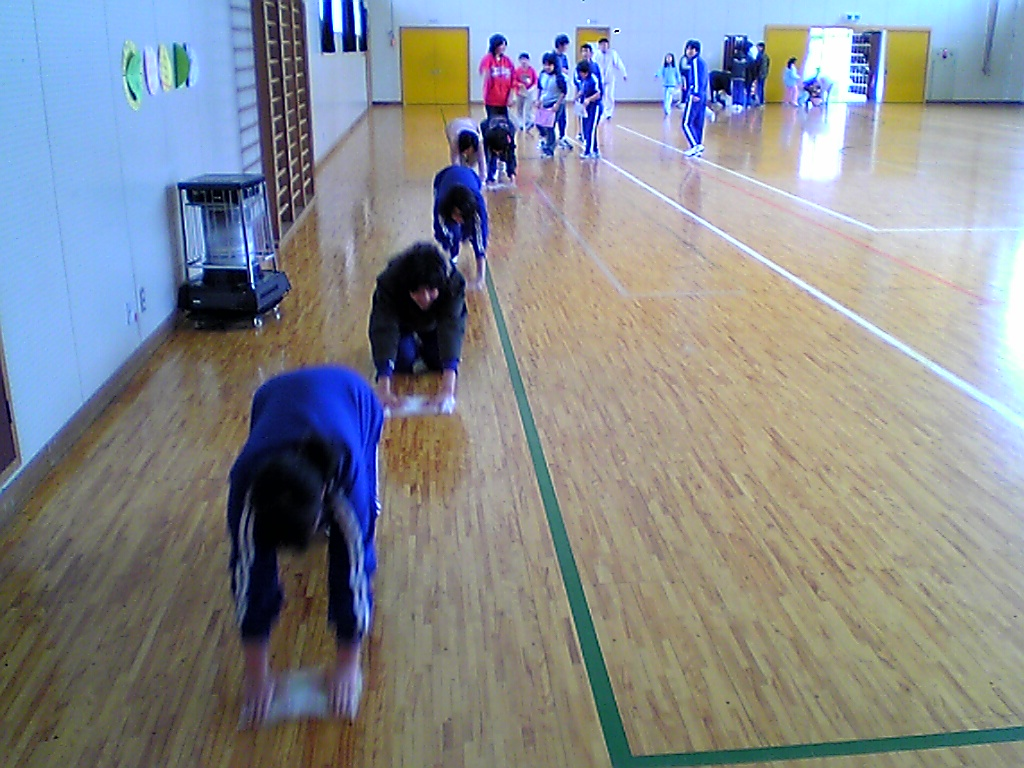
دانش آموزان ژاپنی وظیفه تمیزکردن گروهی مدرسه را دارند.

آموزش در ژاپن در مقاطع ابتدایی و متوسطه اول اجباری است. بیشتر دانش آموزان در مقطع متوسطه اول در مدارس دولتی تحصیل می‌کنند، اما مدارس خصوصی در مقاطع متوسطه و دانشگاه نیز محبوب است. وزارت آموزش، فرهنگ، ورزش، علوم و فناوری وظیفه گسترش آموزش را دارد.
آموزش تا ۹ سال اول اجباری است و ۳ سال آخر را می‌توان ثبت نام کرد که در سال ۲۰۰۵، ۹۴٪ فارغ‌التحصیلان دوره متوسطه اول برای متوسطه دوم ثبت نام کردند.
سال تحصیلی از آوریل (فروردین-اردیبهشت) آغاز می‌شود و در ماه مارس (اسفند-فروردین) پایان می‌یابد، تعطیلات تابستانی در آگوست (مرداد-شهریور) و تعطیلات زمستانی در پایان دسامبر (آذر-دی) تا اوایل ژانویه (دی) است. سال تحصیلی شامل دو یا سه ترم است که با تعطیلات کوتاه در بهار و زمستان و یک تعطیلات تابستانی شش هفته‌ای از هم جدا می‌شوند.

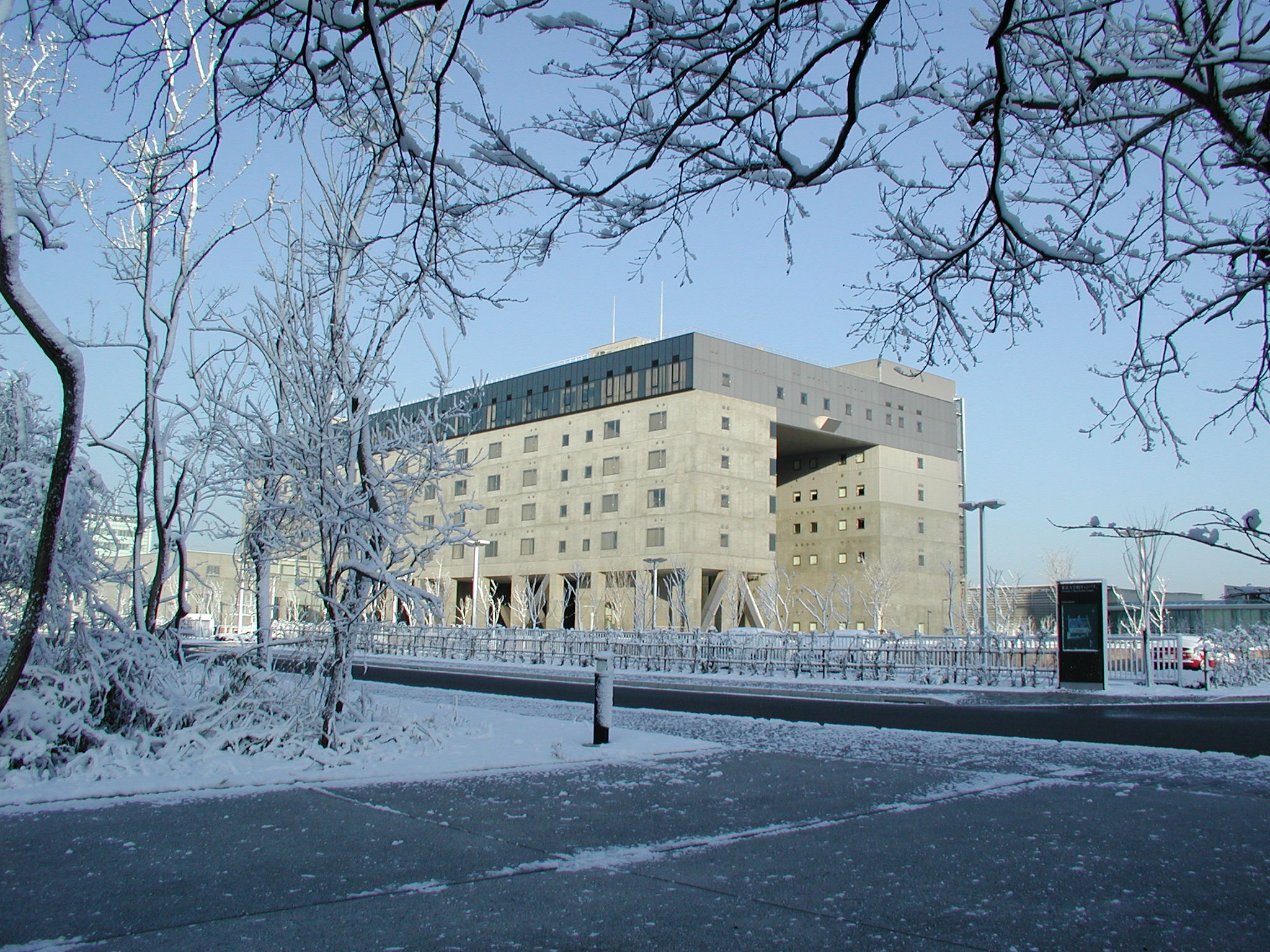
دانشگاه توکیو معتبرترین دانشگاه در ژاپن

دانشجویان ژاپنی از نظر کیفیت و عملکرد در خواندن سواد، ریاضیات و علوم در بین دانشجویان کشورهای عضو سازمان همکاری و توسعه اقتصادی رتبه بالایی دارند. ژاپن در برنامه آزمون‌های ارزیابی بین‌المللی دانشجویان، با میانگین نمره ۵۲۸٫۷، یکی از کشورهای برتر OECD در زمینه خواندن سواد، ریاضیات و علوم است که در رتبه‌بندی سال ۲۰۱۵ رتبه سوم را دارد. مردم ژاپن از تحصیلات خوبی برخوردارند و جامعه این کشور از آموزش به عنوان بستری برای تحرک اقتصادی - اقتصادی و اشتغال در اقتصاد به همراه فناوری پیشرفته این کشور بسیار ارزشمند است. مجموعه بزرگی از افراد با تحصیلات و ماهر در این کشور تا حد زیادی مسئول معجزه اقتصادی ژاپن پس از جنگ ژاپن بودند. بزرگسالان دارای تحصیلات عالی در ژاپن، به ویژه فارغ التحصیلان علوم و مهندسی، تحصیلات و مهارت‌های خود در اقتصاد پیشرفته ژاپن را بهرمند می‌کنند.
به سیستم آموزشی ژاپن نقدهایی وارد می‌شود مانند؛ مشکلات قلدری و اذیت و آزار؛ و فشار شدید علمی بر دانشجویان.